# Шахматы на очень большой доске

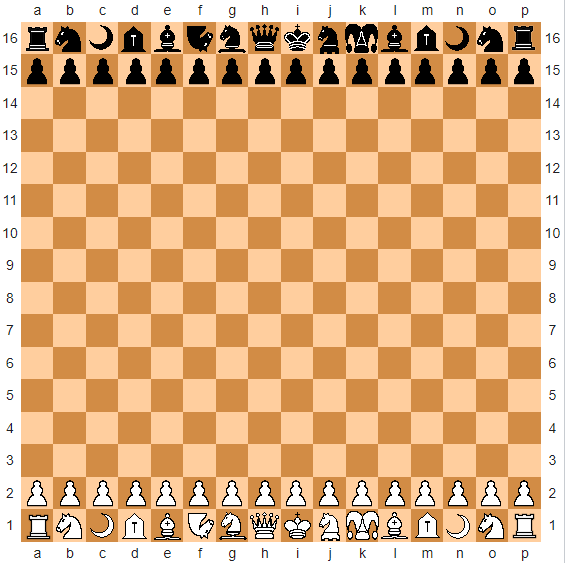
Шахматы на очень большой доске: начальная позиция. Поскольку Бетца не указал значки для неортодоксальных фигур, вместо этого использовал буквы для их представления на диаграммах (как для стандартных фигур), некоторые символы из Омега-шахмат использовались для обозначения некоторых неортодоксальных типов фигур, наряду с некоторыми относительно стандартными значками для фигур, совмещающих ходы коня с другими ходами использовались фигуры из шахмат Капабланки, а перевернутый конь для розы.

Шахматы на очень большой доске (англ. Chess on a really big board) — большой вариант шахмат, изобретенный шахматистом Ральфом Бетца примерно в 1996 году В неё играют на шахматной доске 16 × 16 с 16 фигурами и 16 пешками на игрока. Так как такую доску можно сделать, соединив вместе четыре стандартные доски 8×8, Бетца также дал этому варианту альтернативные названия «шахматы с четырьмя досками» или «шахматы на четырёх досках».

## Описание игры
Применяются стандартные шахматные правила, за исключением следующих случаев:
- Игра ведется на доске 16×16, начальная позиция показана выше.
- Неподвижная пешка может переместиться на один шаг до середины доски (в случае доски 16 × 16, до восьмой горизонтали) или до любого промежуточного значения. Таким образом, 1.i8 является допустимым начальным ходом, как и 1.i3, 1.i4, 1.i5, 1.i6 и 1.i7. После того, как он переместился в первый раз, он может сделать только один шаг за раз. (В случае доски 8×8 это точно так же, как и в стандартных шахматах). Такой длинный начальный ход пешки позволяет двигающейся пешке быть взятой на проходе вражеской пешкой, как если бы она остановилась на любой из пройденных ею клеток.
- При рокировке ладья перемещается на то же расстояние, что и в шахматах. Таким образом, король движется дальше; если он рокирует королевский фланг, он заканчивается на второй крайней правой вертикали, а если он рокирует ферзевый фланг, он заканчивается на третьей крайней левой вертикали. На доске 16×16 0-0 оставляет ладью по линии N и короля по линии O, а 0-0-0 оставляет ладью по линии D и короля по линии C.

- Правило 50 ходов становится правилом 100 ходов. Как правило, если каждый из размеров доски умножить на n, количество ходов без взятия или пешки, допустимых до того, как станут возможными претензии на ничью, также должно быть умножено по крайней мере на n .

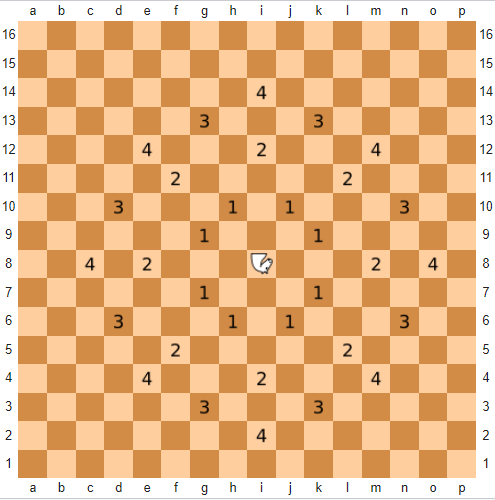
Роза (qN; однобуквенный символ О). Делает любое количество последовательных ходов конем по восьмиугольной (почти круговой) траектории. Она может двигаться как по часовой, так и против часовой стрелки: движение по последовательности чисел 1-2-3-4-3-2-1 по кругу на диаграмме демонстрирует один из возможных ходов розы. Он может перепрыгивать через фигуры в каждом из своих отдельных ходов конем, но блокируется фигурами на своем круговом пути (хотя он может захватить вражескую фигуру, размещенную таким образом).

- Роза (qN; однобуквенный символ О). Делает любое количество последовательных ходов конем по восьмиугольной (почти круговой) траектории. Она может двигаться как по часовой, так и против часовой стрелки: движение по последовательности чисел 1-2-3-4-3-2-1 по кругу на диаграмме демонстрирует один из возможных ходов розы. Он может перепрыгивать через фигуры в каждом из своих отдельных ходов конем, но блокируется фигурами на своем круговом пути (хотя он может захватить вражескую фигуру, размещенную таким образом).Есть дополнительные сказочные шахматные фигуры, которые двигаются по-другому, хотя ортодоксальные фигуры сохранены. Их движения даны ниже с использованием «забавной нотации» Ральфа Бетца. В физической игре эти шесть типов сказочных фигур могут быть представлены фигурами из несовпадающих шахматных наборов. Обратите внимание, что Бетца не указал значки или рисунки фигурок фей для диаграмм, вместо этого использовал буквы для их представления: на диаграммах здесь используются общие изображения для архиепископа и канцлера, перевернутый конь для розы и фигуры Омега-шахмат для остальных трех видов сказочных фигур.

|   | a | b | c | d | e | f | g | h |   |
| - | --- | --- | --- | --- | --- | --- | --- | --- | - |
| 8 | e6 чёрный крест · d5 чёрный крест · f5 чёрный крест · c4 чёрный крест · e4 белый колдун · g4 чёрный крест · d3 чёрный крест · f3 чёрный крест · e2 чёрный крест | e6 чёрный крест · d5 чёрный крест · f5 чёрный крест · c4 чёрный крест · e4 белый колдун · g4 чёрный крест · d3 чёрный крест · f3 чёрный крест · e2 чёрный крест | e6 чёрный крест · d5 чёрный крест · f5 чёрный крест · c4 чёрный крест · e4 белый колдун · g4 чёрный крест · d3 чёрный крест · f3 чёрный крест · e2 чёрный крест | e6 чёрный крест · d5 чёрный крест · f5 чёрный крест · c4 чёрный крест · e4 белый колдун · g4 чёрный крест · d3 чёрный крест · f3 чёрный крест · e2 чёрный крест | e6 чёрный крест · d5 чёрный крест · f5 чёрный крест · c4 чёрный крест · e4 белый колдун · g4 чёрный крест · d3 чёрный крест · f3 чёрный крест · e2 чёрный крест | e6 чёрный крест · d5 чёрный крест · f5 чёрный крест · c4 чёрный крест · e4 белый колдун · g4 чёрный крест · d3 чёрный крест · f3 чёрный крест · e2 чёрный крест | e6 чёрный крест · d5 чёрный крест · f5 чёрный крест · c4 чёрный крест · e4 белый колдун · g4 чёрный крест · d3 чёрный крест · f3 чёрный крест · e2 чёрный крест | e6 чёрный крест · d5 чёрный крест · f5 чёрный крест · c4 чёрный крест · e4 белый колдун · g4 чёрный крест · d3 чёрный крест · f3 чёрный крест · e2 чёрный крест | 8 |
| 7 | e6 чёрный крест · d5 чёрный крест · f5 чёрный крест · c4 чёрный крест · e4 белый колдун · g4 чёрный крест · d3 чёрный крест · f3 чёрный крест · e2 чёрный крест | e6 чёрный крест · d5 чёрный крест · f5 чёрный крест · c4 чёрный крест · e4 белый колдун · g4 чёрный крест · d3 чёрный крест · f3 чёрный крест · e2 чёрный крест | e6 чёрный крест · d5 чёрный крест · f5 чёрный крест · c4 чёрный крест · e4 белый колдун · g4 чёрный крест · d3 чёрный крест · f3 чёрный крест · e2 чёрный крест | e6 чёрный крест · d5 чёрный крест · f5 чёрный крест · c4 чёрный крест · e4 белый колдун · g4 чёрный крест · d3 чёрный крест · f3 чёрный крест · e2 чёрный крест | e6 чёрный крест · d5 чёрный крест · f5 чёрный крест · c4 чёрный крест · e4 белый колдун · g4 чёрный крест · d3 чёрный крест · f3 чёрный крест · e2 чёрный крест | e6 чёрный крест · d5 чёрный крест · f5 чёрный крест · c4 чёрный крест · e4 белый колдун · g4 чёрный крест · d3 чёрный крест · f3 чёрный крест · e2 чёрный крест | e6 чёрный крест · d5 чёрный крест · f5 чёрный крест · c4 чёрный крест · e4 белый колдун · g4 чёрный крест · d3 чёрный крест · f3 чёрный крест · e2 чёрный крест | e6 чёрный крест · d5 чёрный крест · f5 чёрный крест · c4 чёрный крест · e4 белый колдун · g4 чёрный крест · d3 чёрный крест · f3 чёрный крест · e2 чёрный крест | 7 |
| 6 | e6 чёрный крест · d5 чёрный крест · f5 чёрный крест · c4 чёрный крест · e4 белый колдун · g4 чёрный крест · d3 чёрный крест · f3 чёрный крест · e2 чёрный крест | e6 чёрный крест · d5 чёрный крест · f5 чёрный крест · c4 чёрный крест · e4 белый колдун · g4 чёрный крест · d3 чёрный крест · f3 чёрный крест · e2 чёрный крест | e6 чёрный крест · d5 чёрный крест · f5 чёрный крест · c4 чёрный крест · e4 белый колдун · g4 чёрный крест · d3 чёрный крест · f3 чёрный крест · e2 чёрный крест | e6 чёрный крест · d5 чёрный крест · f5 чёрный крест · c4 чёрный крест · e4 белый колдун · g4 чёрный крест · d3 чёрный крест · f3 чёрный крест · e2 чёрный крест | e6 чёрный крест · d5 чёрный крест · f5 чёрный крест · c4 чёрный крест · e4 белый колдун · g4 чёрный крест · d3 чёрный крест · f3 чёрный крест · e2 чёрный крест | e6 чёрный крест · d5 чёрный крест · f5 чёрный крест · c4 чёрный крест · e4 белый колдун · g4 чёрный крест · d3 чёрный крест · f3 чёрный крест · e2 чёрный крест | e6 чёрный крест · d5 чёрный крест · f5 чёрный крест · c4 чёрный крест · e4 белый колдун · g4 чёрный крест · d3 чёрный крест · f3 чёрный крест · e2 чёрный крест | e6 чёрный крест · d5 чёрный крест · f5 чёрный крест · c4 чёрный крест · e4 белый колдун · g4 чёрный крест · d3 чёрный крест · f3 чёрный крест · e2 чёрный крест | 6 |
| 5 | e6 чёрный крест · d5 чёрный крест · f5 чёрный крест · c4 чёрный крест · e4 белый колдун · g4 чёрный крест · d3 чёрный крест · f3 чёрный крест · e2 чёрный крест | e6 чёрный крест · d5 чёрный крест · f5 чёрный крест · c4 чёрный крест · e4 белый колдун · g4 чёрный крест · d3 чёрный крест · f3 чёрный крест · e2 чёрный крест | e6 чёрный крест · d5 чёрный крест · f5 чёрный крест · c4 чёрный крест · e4 белый колдун · g4 чёрный крест · d3 чёрный крест · f3 чёрный крест · e2 чёрный крест | e6 чёрный крест · d5 чёрный крест · f5 чёрный крест · c4 чёрный крест · e4 белый колдун · g4 чёрный крест · d3 чёрный крест · f3 чёрный крест · e2 чёрный крест | e6 чёрный крест · d5 чёрный крест · f5 чёрный крест · c4 чёрный крест · e4 белый колдун · g4 чёрный крест · d3 чёрный крест · f3 чёрный крест · e2 чёрный крест | e6 чёрный крест · d5 чёрный крест · f5 чёрный крест · c4 чёрный крест · e4 белый колдун · g4 чёрный крест · d3 чёрный крест · f3 чёрный крест · e2 чёрный крест | e6 чёрный крест · d5 чёрный крест · f5 чёрный крест · c4 чёрный крест · e4 белый колдун · g4 чёрный крест · d3 чёрный крест · f3 чёрный крест · e2 чёрный крест | e6 чёрный крест · d5 чёрный крест · f5 чёрный крест · c4 чёрный крест · e4 белый колдун · g4 чёрный крест · d3 чёрный крест · f3 чёрный крест · e2 чёрный крест | 5 |
| 4 | e6 чёрный крест · d5 чёрный крест · f5 чёрный крест · c4 чёрный крест · e4 белый колдун · g4 чёрный крест · d3 чёрный крест · f3 чёрный крест · e2 чёрный крест | e6 чёрный крест · d5 чёрный крест · f5 чёрный крест · c4 чёрный крест · e4 белый колдун · g4 чёрный крест · d3 чёрный крест · f3 чёрный крест · e2 чёрный крест | e6 чёрный крест · d5 чёрный крест · f5 чёрный крест · c4 чёрный крест · e4 белый колдун · g4 чёрный крест · d3 чёрный крест · f3 чёрный крест · e2 чёрный крест | e6 чёрный крест · d5 чёрный крест · f5 чёрный крест · c4 чёрный крест · e4 белый колдун · g4 чёрный крест · d3 чёрный крест · f3 чёрный крест · e2 чёрный крест | e6 чёрный крест · d5 чёрный крест · f5 чёрный крест · c4 чёрный крест · e4 белый колдун · g4 чёрный крест · d3 чёрный крест · f3 чёрный крест · e2 чёрный крест | e6 чёрный крест · d5 чёрный крест · f5 чёрный крест · c4 чёрный крест · e4 белый колдун · g4 чёрный крест · d3 чёрный крест · f3 чёрный крест · e2 чёрный крест | e6 чёрный крест · d5 чёрный крест · f5 чёрный крест · c4 чёрный крест · e4 белый колдун · g4 чёрный крест · d3 чёрный крест · f3 чёрный крест · e2 чёрный крест | e6 чёрный крест · d5 чёрный крест · f5 чёрный крест · c4 чёрный крест · e4 белый колдун · g4 чёрный крест · d3 чёрный крест · f3 чёрный крест · e2 чёрный крест | 4 |
| 3 | e6 чёрный крест · d5 чёрный крест · f5 чёрный крест · c4 чёрный крест · e4 белый колдун · g4 чёрный крест · d3 чёрный крест · f3 чёрный крест · e2 чёрный крест | e6 чёрный крест · d5 чёрный крест · f5 чёрный крест · c4 чёрный крест · e4 белый колдун · g4 чёрный крест · d3 чёрный крест · f3 чёрный крест · e2 чёрный крест | e6 чёрный крест · d5 чёрный крест · f5 чёрный крест · c4 чёрный крест · e4 белый колдун · g4 чёрный крест · d3 чёрный крест · f3 чёрный крест · e2 чёрный крест | e6 чёрный крест · d5 чёрный крест · f5 чёрный крест · c4 чёрный крест · e4 белый колдун · g4 чёрный крест · d3 чёрный крест · f3 чёрный крест · e2 чёрный крест | e6 чёрный крест · d5 чёрный крест · f5 чёрный крест · c4 чёрный крест · e4 белый колдун · g4 чёрный крест · d3 чёрный крест · f3 чёрный крест · e2 чёрный крест | e6 чёрный крест · d5 чёрный крест · f5 чёрный крест · c4 чёрный крест · e4 белый колдун · g4 чёрный крест · d3 чёрный крест · f3 чёрный крест · e2 чёрный крест | e6 чёрный крест · d5 чёрный крест · f5 чёрный крест · c4 чёрный крест · e4 белый колдун · g4 чёрный крест · d3 чёрный крест · f3 чёрный крест · e2 чёрный крест | e6 чёрный крест · d5 чёрный крест · f5 чёрный крест · c4 чёрный крест · e4 белый колдун · g4 чёрный крест · d3 чёрный крест · f3 чёрный крест · e2 чёрный крест | 3 |
| 2 | e6 чёрный крест · d5 чёрный крест · f5 чёрный крест · c4 чёрный крест · e4 белый колдун · g4 чёрный крест · d3 чёрный крест · f3 чёрный крест · e2 чёрный крест | e6 чёрный крест · d5 чёрный крест · f5 чёрный крест · c4 чёрный крест · e4 белый колдун · g4 чёрный крест · d3 чёрный крест · f3 чёрный крест · e2 чёрный крест | e6 чёрный крест · d5 чёрный крест · f5 чёрный крест · c4 чёрный крест · e4 белый колдун · g4 чёрный крест · d3 чёрный крест · f3 чёрный крест · e2 чёрный крест | e6 чёрный крест · d5 чёрный крест · f5 чёрный крест · c4 чёрный крест · e4 белый колдун · g4 чёрный крест · d3 чёрный крест · f3 чёрный крест · e2 чёрный крест | e6 чёрный крест · d5 чёрный крест · f5 чёрный крест · c4 чёрный крест · e4 белый колдун · g4 чёрный крест · d3 чёрный крест · f3 чёрный крест · e2 чёрный крест | e6 чёрный крест · d5 чёрный крест · f5 чёрный крест · c4 чёрный крест · e4 белый колдун · g4 чёрный крест · d3 чёрный крест · f3 чёрный крест · e2 чёрный крест | e6 чёрный крест · d5 чёрный крест · f5 чёрный крест · c4 чёрный крест · e4 белый колдун · g4 чёрный крест · d3 чёрный крест · f3 чёрный крест · e2 чёрный крест | e6 чёрный крест · d5 чёрный крест · f5 чёрный крест · c4 чёрный крест · e4 белый колдун · g4 чёрный крест · d3 чёрный крест · f3 чёрный крест · e2 чёрный крест | 2 |
| 1 | e6 чёрный крест · d5 чёрный крест · f5 чёрный крест · c4 чёрный крест · e4 белый колдун · g4 чёрный крест · d3 чёрный крест · f3 чёрный крест · e2 чёрный крест | e6 чёрный крест · d5 чёрный крест · f5 чёрный крест · c4 чёрный крест · e4 белый колдун · g4 чёрный крест · d3 чёрный крест · f3 чёрный крест · e2 чёрный крест | e6 чёрный крест · d5 чёрный крест · f5 чёрный крест · c4 чёрный крест · e4 белый колдун · g4 чёрный крест · d3 чёрный крест · f3 чёрный крест · e2 чёрный крест | e6 чёрный крест · d5 чёрный крест · f5 чёрный крест · c4 чёрный крест · e4 белый колдун · g4 чёрный крест · d3 чёрный крест · f3 чёрный крест · e2 чёрный крест | e6 чёрный крест · d5 чёрный крест · f5 чёрный крест · c4 чёрный крест · e4 белый колдун · g4 чёрный крест · d3 чёрный крест · f3 чёрный крест · e2 чёрный крест | e6 чёрный крест · d5 чёрный крест · f5 чёрный крест · c4 чёрный крест · e4 белый колдун · g4 чёрный крест · d3 чёрный крест · f3 чёрный крест · e2 чёрный крест | e6 чёрный крест · d5 чёрный крест · f5 чёрный крест · c4 чёрный крест · e4 белый колдун · g4 чёрный крест · d3 чёрный крест · f3 чёрный крест · e2 чёрный крест | e6 чёрный крест · d5 чёрный крест · f5 чёрный крест · c4 чёрный крест · e4 белый колдун · g4 чёрный крест · d3 чёрный крест · f3 чёрный крест · e2 чёрный крест | 1 |
|   | a | b | c | d | e | f | g | h |   |

|   | a | b | c | d | e | f | g | h |   |
| - | --- | --- | --- | --- | --- | --- | --- | --- | - |
| 8 | c6 чёрный крест · g6 чёрный крест · d5 чёрный крест · e5 чёрный крест · f5 чёрный крест · d4 чёрный крест · e4 белый чемпион · f4 чёрный крест · d3 чёрный крест · e3 чёрный крест · f3 чёрный крест · c2 чёрный крест · g2 чёрный крест | c6 чёрный крест · g6 чёрный крест · d5 чёрный крест · e5 чёрный крест · f5 чёрный крест · d4 чёрный крест · e4 белый чемпион · f4 чёрный крест · d3 чёрный крест · e3 чёрный крест · f3 чёрный крест · c2 чёрный крест · g2 чёрный крест | c6 чёрный крест · g6 чёрный крест · d5 чёрный крест · e5 чёрный крест · f5 чёрный крест · d4 чёрный крест · e4 белый чемпион · f4 чёрный крест · d3 чёрный крест · e3 чёрный крест · f3 чёрный крест · c2 чёрный крест · g2 чёрный крест | c6 чёрный крест · g6 чёрный крест · d5 чёрный крест · e5 чёрный крест · f5 чёрный крест · d4 чёрный крест · e4 белый чемпион · f4 чёрный крест · d3 чёрный крест · e3 чёрный крест · f3 чёрный крест · c2 чёрный крест · g2 чёрный крест | c6 чёрный крест · g6 чёрный крест · d5 чёрный крест · e5 чёрный крест · f5 чёрный крест · d4 чёрный крест · e4 белый чемпион · f4 чёрный крест · d3 чёрный крест · e3 чёрный крест · f3 чёрный крест · c2 чёрный крест · g2 чёрный крест | c6 чёрный крест · g6 чёрный крест · d5 чёрный крест · e5 чёрный крест · f5 чёрный крест · d4 чёрный крест · e4 белый чемпион · f4 чёрный крест · d3 чёрный крест · e3 чёрный крест · f3 чёрный крест · c2 чёрный крест · g2 чёрный крест | c6 чёрный крест · g6 чёрный крест · d5 чёрный крест · e5 чёрный крест · f5 чёрный крест · d4 чёрный крест · e4 белый чемпион · f4 чёрный крест · d3 чёрный крест · e3 чёрный крест · f3 чёрный крест · c2 чёрный крест · g2 чёрный крест | c6 чёрный крест · g6 чёрный крест · d5 чёрный крест · e5 чёрный крест · f5 чёрный крест · d4 чёрный крест · e4 белый чемпион · f4 чёрный крест · d3 чёрный крест · e3 чёрный крест · f3 чёрный крест · c2 чёрный крест · g2 чёрный крест | 8 |
| 7 | c6 чёрный крест · g6 чёрный крест · d5 чёрный крест · e5 чёрный крест · f5 чёрный крест · d4 чёрный крест · e4 белый чемпион · f4 чёрный крест · d3 чёрный крест · e3 чёрный крест · f3 чёрный крест · c2 чёрный крест · g2 чёрный крест | c6 чёрный крест · g6 чёрный крест · d5 чёрный крест · e5 чёрный крест · f5 чёрный крест · d4 чёрный крест · e4 белый чемпион · f4 чёрный крест · d3 чёрный крест · e3 чёрный крест · f3 чёрный крест · c2 чёрный крест · g2 чёрный крест | c6 чёрный крест · g6 чёрный крест · d5 чёрный крест · e5 чёрный крест · f5 чёрный крест · d4 чёрный крест · e4 белый чемпион · f4 чёрный крест · d3 чёрный крест · e3 чёрный крест · f3 чёрный крест · c2 чёрный крест · g2 чёрный крест | c6 чёрный крест · g6 чёрный крест · d5 чёрный крест · e5 чёрный крест · f5 чёрный крест · d4 чёрный крест · e4 белый чемпион · f4 чёрный крест · d3 чёрный крест · e3 чёрный крест · f3 чёрный крест · c2 чёрный крест · g2 чёрный крест | c6 чёрный крест · g6 чёрный крест · d5 чёрный крест · e5 чёрный крест · f5 чёрный крест · d4 чёрный крест · e4 белый чемпион · f4 чёрный крест · d3 чёрный крест · e3 чёрный крест · f3 чёрный крест · c2 чёрный крест · g2 чёрный крест | c6 чёрный крест · g6 чёрный крест · d5 чёрный крест · e5 чёрный крест · f5 чёрный крест · d4 чёрный крест · e4 белый чемпион · f4 чёрный крест · d3 чёрный крест · e3 чёрный крест · f3 чёрный крест · c2 чёрный крест · g2 чёрный крест | c6 чёрный крест · g6 чёрный крест · d5 чёрный крест · e5 чёрный крест · f5 чёрный крест · d4 чёрный крест · e4 белый чемпион · f4 чёрный крест · d3 чёрный крест · e3 чёрный крест · f3 чёрный крест · c2 чёрный крест · g2 чёрный крест | c6 чёрный крест · g6 чёрный крест · d5 чёрный крест · e5 чёрный крест · f5 чёрный крест · d4 чёрный крест · e4 белый чемпион · f4 чёрный крест · d3 чёрный крест · e3 чёрный крест · f3 чёрный крест · c2 чёрный крест · g2 чёрный крест | 7 |
| 6 | c6 чёрный крест · g6 чёрный крест · d5 чёрный крест · e5 чёрный крест · f5 чёрный крест · d4 чёрный крест · e4 белый чемпион · f4 чёрный крест · d3 чёрный крест · e3 чёрный крест · f3 чёрный крест · c2 чёрный крест · g2 чёрный крест | c6 чёрный крест · g6 чёрный крест · d5 чёрный крест · e5 чёрный крест · f5 чёрный крест · d4 чёрный крест · e4 белый чемпион · f4 чёрный крест · d3 чёрный крест · e3 чёрный крест · f3 чёрный крест · c2 чёрный крест · g2 чёрный крест | c6 чёрный крест · g6 чёрный крест · d5 чёрный крест · e5 чёрный крест · f5 чёрный крест · d4 чёрный крест · e4 белый чемпион · f4 чёрный крест · d3 чёрный крест · e3 чёрный крест · f3 чёрный крест · c2 чёрный крест · g2 чёрный крест | c6 чёрный крест · g6 чёрный крест · d5 чёрный крест · e5 чёрный крест · f5 чёрный крест · d4 чёрный крест · e4 белый чемпион · f4 чёрный крест · d3 чёрный крест · e3 чёрный крест · f3 чёрный крест · c2 чёрный крест · g2 чёрный крест | c6 чёрный крест · g6 чёрный крест · d5 чёрный крест · e5 чёрный крест · f5 чёрный крест · d4 чёрный крест · e4 белый чемпион · f4 чёрный крест · d3 чёрный крест · e3 чёрный крест · f3 чёрный крест · c2 чёрный крест · g2 чёрный крест | c6 чёрный крест · g6 чёрный крест · d5 чёрный крест · e5 чёрный крест · f5 чёрный крест · d4 чёрный крест · e4 белый чемпион · f4 чёрный крест · d3 чёрный крест · e3 чёрный крест · f3 чёрный крест · c2 чёрный крест · g2 чёрный крест | c6 чёрный крест · g6 чёрный крест · d5 чёрный крест · e5 чёрный крест · f5 чёрный крест · d4 чёрный крест · e4 белый чемпион · f4 чёрный крест · d3 чёрный крест · e3 чёрный крест · f3 чёрный крест · c2 чёрный крест · g2 чёрный крест | c6 чёрный крест · g6 чёрный крест · d5 чёрный крест · e5 чёрный крест · f5 чёрный крест · d4 чёрный крест · e4 белый чемпион · f4 чёрный крест · d3 чёрный крест · e3 чёрный крест · f3 чёрный крест · c2 чёрный крест · g2 чёрный крест | 6 |
| 5 | c6 чёрный крест · g6 чёрный крест · d5 чёрный крест · e5 чёрный крест · f5 чёрный крест · d4 чёрный крест · e4 белый чемпион · f4 чёрный крест · d3 чёрный крест · e3 чёрный крест · f3 чёрный крест · c2 чёрный крест · g2 чёрный крест | c6 чёрный крест · g6 чёрный крест · d5 чёрный крест · e5 чёрный крест · f5 чёрный крест · d4 чёрный крест · e4 белый чемпион · f4 чёрный крест · d3 чёрный крест · e3 чёрный крест · f3 чёрный крест · c2 чёрный крест · g2 чёрный крест | c6 чёрный крест · g6 чёрный крест · d5 чёрный крест · e5 чёрный крест · f5 чёрный крест · d4 чёрный крест · e4 белый чемпион · f4 чёрный крест · d3 чёрный крест · e3 чёрный крест · f3 чёрный крест · c2 чёрный крест · g2 чёрный крест | c6 чёрный крест · g6 чёрный крест · d5 чёрный крест · e5 чёрный крест · f5 чёрный крест · d4 чёрный крест · e4 белый чемпион · f4 чёрный крест · d3 чёрный крест · e3 чёрный крест · f3 чёрный крест · c2 чёрный крест · g2 чёрный крест | c6 чёрный крест · g6 чёрный крест · d5 чёрный крест · e5 чёрный крест · f5 чёрный крест · d4 чёрный крест · e4 белый чемпион · f4 чёрный крест · d3 чёрный крест · e3 чёрный крест · f3 чёрный крест · c2 чёрный крест · g2 чёрный крест | c6 чёрный крест · g6 чёрный крест · d5 чёрный крест · e5 чёрный крест · f5 чёрный крест · d4 чёрный крест · e4 белый чемпион · f4 чёрный крест · d3 чёрный крест · e3 чёрный крест · f3 чёрный крест · c2 чёрный крест · g2 чёрный крест | c6 чёрный крест · g6 чёрный крест · d5 чёрный крест · e5 чёрный крест · f5 чёрный крест · d4 чёрный крест · e4 белый чемпион · f4 чёрный крест · d3 чёрный крест · e3 чёрный крест · f3 чёрный крест · c2 чёрный крест · g2 чёрный крест | c6 чёрный крест · g6 чёрный крест · d5 чёрный крест · e5 чёрный крест · f5 чёрный крест · d4 чёрный крест · e4 белый чемпион · f4 чёрный крест · d3 чёрный крест · e3 чёрный крест · f3 чёрный крест · c2 чёрный крест · g2 чёрный крест | 5 |
| 4 | c6 чёрный крест · g6 чёрный крест · d5 чёрный крест · e5 чёрный крест · f5 чёрный крест · d4 чёрный крест · e4 белый чемпион · f4 чёрный крест · d3 чёрный крест · e3 чёрный крест · f3 чёрный крест · c2 чёрный крест · g2 чёрный крест | c6 чёрный крест · g6 чёрный крест · d5 чёрный крест · e5 чёрный крест · f5 чёрный крест · d4 чёрный крест · e4 белый чемпион · f4 чёрный крест · d3 чёрный крест · e3 чёрный крест · f3 чёрный крест · c2 чёрный крест · g2 чёрный крест | c6 чёрный крест · g6 чёрный крест · d5 чёрный крест · e5 чёрный крест · f5 чёрный крест · d4 чёрный крест · e4 белый чемпион · f4 чёрный крест · d3 чёрный крест · e3 чёрный крест · f3 чёрный крест · c2 чёрный крест · g2 чёрный крест | c6 чёрный крест · g6 чёрный крест · d5 чёрный крест · e5 чёрный крест · f5 чёрный крест · d4 чёрный крест · e4 белый чемпион · f4 чёрный крест · d3 чёрный крест · e3 чёрный крест · f3 чёрный крест · c2 чёрный крест · g2 чёрный крест | c6 чёрный крест · g6 чёрный крест · d5 чёрный крест · e5 чёрный крест · f5 чёрный крест · d4 чёрный крест · e4 белый чемпион · f4 чёрный крест · d3 чёрный крест · e3 чёрный крест · f3 чёрный крест · c2 чёрный крест · g2 чёрный крест | c6 чёрный крест · g6 чёрный крест · d5 чёрный крест · e5 чёрный крест · f5 чёрный крест · d4 чёрный крест · e4 белый чемпион · f4 чёрный крест · d3 чёрный крест · e3 чёрный крест · f3 чёрный крест · c2 чёрный крест · g2 чёрный крест | c6 чёрный крест · g6 чёрный крест · d5 чёрный крест · e5 чёрный крест · f5 чёрный крест · d4 чёрный крест · e4 белый чемпион · f4 чёрный крест · d3 чёрный крест · e3 чёрный крест · f3 чёрный крест · c2 чёрный крест · g2 чёрный крест | c6 чёрный крест · g6 чёрный крест · d5 чёрный крест · e5 чёрный крест · f5 чёрный крест · d4 чёрный крест · e4 белый чемпион · f4 чёрный крест · d3 чёрный крест · e3 чёрный крест · f3 чёрный крест · c2 чёрный крест · g2 чёрный крест | 4 |
| 3 | c6 чёрный крест · g6 чёрный крест · d5 чёрный крест · e5 чёрный крест · f5 чёрный крест · d4 чёрный крест · e4 белый чемпион · f4 чёрный крест · d3 чёрный крест · e3 чёрный крест · f3 чёрный крест · c2 чёрный крест · g2 чёрный крест | c6 чёрный крест · g6 чёрный крест · d5 чёрный крест · e5 чёрный крест · f5 чёрный крест · d4 чёрный крест · e4 белый чемпион · f4 чёрный крест · d3 чёрный крест · e3 чёрный крест · f3 чёрный крест · c2 чёрный крест · g2 чёрный крест | c6 чёрный крест · g6 чёрный крест · d5 чёрный крест · e5 чёрный крест · f5 чёрный крест · d4 чёрный крест · e4 белый чемпион · f4 чёрный крест · d3 чёрный крест · e3 чёрный крест · f3 чёрный крест · c2 чёрный крест · g2 чёрный крест | c6 чёрный крест · g6 чёрный крест · d5 чёрный крест · e5 чёрный крест · f5 чёрный крест · d4 чёрный крест · e4 белый чемпион · f4 чёрный крест · d3 чёрный крест · e3 чёрный крест · f3 чёрный крест · c2 чёрный крест · g2 чёрный крест | c6 чёрный крест · g6 чёрный крест · d5 чёрный крест · e5 чёрный крест · f5 чёрный крест · d4 чёрный крест · e4 белый чемпион · f4 чёрный крест · d3 чёрный крест · e3 чёрный крест · f3 чёрный крест · c2 чёрный крест · g2 чёрный крест | c6 чёрный крест · g6 чёрный крест · d5 чёрный крест · e5 чёрный крест · f5 чёрный крест · d4 чёрный крест · e4 белый чемпион · f4 чёрный крест · d3 чёрный крест · e3 чёрный крест · f3 чёрный крест · c2 чёрный крест · g2 чёрный крест | c6 чёрный крест · g6 чёрный крест · d5 чёрный крест · e5 чёрный крест · f5 чёрный крест · d4 чёрный крест · e4 белый чемпион · f4 чёрный крест · d3 чёрный крест · e3 чёрный крест · f3 чёрный крест · c2 чёрный крест · g2 чёрный крест | c6 чёрный крест · g6 чёрный крест · d5 чёрный крест · e5 чёрный крест · f5 чёрный крест · d4 чёрный крест · e4 белый чемпион · f4 чёрный крест · d3 чёрный крест · e3 чёрный крест · f3 чёрный крест · c2 чёрный крест · g2 чёрный крест | 3 |
| 2 | c6 чёрный крест · g6 чёрный крест · d5 чёрный крест · e5 чёрный крест · f5 чёрный крест · d4 чёрный крест · e4 белый чемпион · f4 чёрный крест · d3 чёрный крест · e3 чёрный крест · f3 чёрный крест · c2 чёрный крест · g2 чёрный крест | c6 чёрный крест · g6 чёрный крест · d5 чёрный крест · e5 чёрный крест · f5 чёрный крест · d4 чёрный крест · e4 белый чемпион · f4 чёрный крест · d3 чёрный крест · e3 чёрный крест · f3 чёрный крест · c2 чёрный крест · g2 чёрный крест | c6 чёрный крест · g6 чёрный крест · d5 чёрный крест · e5 чёрный крест · f5 чёрный крест · d4 чёрный крест · e4 белый чемпион · f4 чёрный крест · d3 чёрный крест · e3 чёрный крест · f3 чёрный крест · c2 чёрный крест · g2 чёрный крест | c6 чёрный крест · g6 чёрный крест · d5 чёрный крест · e5 чёрный крест · f5 чёрный крест · d4 чёрный крест · e4 белый чемпион · f4 чёрный крест · d3 чёрный крест · e3 чёрный крест · f3 чёрный крест · c2 чёрный крест · g2 чёрный крест | c6 чёрный крест · g6 чёрный крест · d5 чёрный крест · e5 чёрный крест · f5 чёрный крест · d4 чёрный крест · e4 белый чемпион · f4 чёрный крест · d3 чёрный крест · e3 чёрный крест · f3 чёрный крест · c2 чёрный крест · g2 чёрный крест | c6 чёрный крест · g6 чёрный крест · d5 чёрный крест · e5 чёрный крест · f5 чёрный крест · d4 чёрный крест · e4 белый чемпион · f4 чёрный крест · d3 чёрный крест · e3 чёрный крест · f3 чёрный крест · c2 чёрный крест · g2 чёрный крест | c6 чёрный крест · g6 чёрный крест · d5 чёрный крест · e5 чёрный крест · f5 чёрный крест · d4 чёрный крест · e4 белый чемпион · f4 чёрный крест · d3 чёрный крест · e3 чёрный крест · f3 чёрный крест · c2 чёрный крест · g2 чёрный крест | c6 чёрный крест · g6 чёрный крест · d5 чёрный крест · e5 чёрный крест · f5 чёрный крест · d4 чёрный крест · e4 белый чемпион · f4 чёрный крест · d3 чёрный крест · e3 чёрный крест · f3 чёрный крест · c2 чёрный крест · g2 чёрный крест | 2 |
| 1 | c6 чёрный крест · g6 чёрный крест · d5 чёрный крест · e5 чёрный крест · f5 чёрный крест · d4 чёрный крест · e4 белый чемпион · f4 чёрный крест · d3 чёрный крест · e3 чёрный крест · f3 чёрный крест · c2 чёрный крест · g2 чёрный крест | c6 чёрный крест · g6 чёрный крест · d5 чёрный крест · e5 чёрный крест · f5 чёрный крест · d4 чёрный крест · e4 белый чемпион · f4 чёрный крест · d3 чёрный крест · e3 чёрный крест · f3 чёрный крест · c2 чёрный крест · g2 чёрный крест | c6 чёрный крест · g6 чёрный крест · d5 чёрный крест · e5 чёрный крест · f5 чёрный крест · d4 чёрный крест · e4 белый чемпион · f4 чёрный крест · d3 чёрный крест · e3 чёрный крест · f3 чёрный крест · c2 чёрный крест · g2 чёрный крест | c6 чёрный крест · g6 чёрный крест · d5 чёрный крест · e5 чёрный крест · f5 чёрный крест · d4 чёрный крест · e4 белый чемпион · f4 чёрный крест · d3 чёрный крест · e3 чёрный крест · f3 чёрный крест · c2 чёрный крест · g2 чёрный крест | c6 чёрный крест · g6 чёрный крест · d5 чёрный крест · e5 чёрный крест · f5 чёрный крест · d4 чёрный крест · e4 белый чемпион · f4 чёрный крест · d3 чёрный крест · e3 чёрный крест · f3 чёрный крест · c2 чёрный крест · g2 чёрный крест | c6 чёрный крест · g6 чёрный крест · d5 чёрный крест · e5 чёрный крест · f5 чёрный крест · d4 чёрный крест · e4 белый чемпион · f4 чёрный крест · d3 чёрный крест · e3 чёрный крест · f3 чёрный крест · c2 чёрный крест · g2 чёрный крест | c6 чёрный крест · g6 чёрный крест · d5 чёрный крест · e5 чёрный крест · f5 чёрный крест · d4 чёрный крест · e4 белый чемпион · f4 чёрный крест · d3 чёрный крест · e3 чёрный крест · f3 чёрный крест · c2 чёрный крест · g2 чёрный крест | c6 чёрный крест · g6 чёрный крест · d5 чёрный крест · e5 чёрный крест · f5 чёрный крест · d4 чёрный крест · e4 белый чемпион · f4 чёрный крест · d3 чёрный крест · e3 чёрный крест · f3 чёрный крест · c2 чёрный крест · g2 чёрный крест | 1 |
|   | a | b | c | d | e | f | g | h |   |

|   | a | b | c | d | e | f | g | h |   |
| - | --- | --- | --- | --- | --- | --- | --- | --- | - |
| 8 | c7 чёрный крест · d7 чёрный крест · f7 чёрный крест · g7 чёрный крест · b6 чёрный крест · d6 чёрный крест · f6 чёрный крест · h6 чёрный крест · b5 чёрный крест · c5 чёрный крест · g5 чёрный крест · h5 чёрный крест · e4 белый шут · b3 чёрный крест · c3 чёрный крест · g3 чёрный крест · h3 чёрный крест · b2 чёрный крест · d2 чёрный крест · f2 чёрный крест · h2 чёрный крест · c1 чёрный крест · d1 чёрный крест · f1 чёрный крест · g1 чёрный крест | c7 чёрный крест · d7 чёрный крест · f7 чёрный крест · g7 чёрный крест · b6 чёрный крест · d6 чёрный крест · f6 чёрный крест · h6 чёрный крест · b5 чёрный крест · c5 чёрный крест · g5 чёрный крест · h5 чёрный крест · e4 белый шут · b3 чёрный крест · c3 чёрный крест · g3 чёрный крест · h3 чёрный крест · b2 чёрный крест · d2 чёрный крест · f2 чёрный крест · h2 чёрный крест · c1 чёрный крест · d1 чёрный крест · f1 чёрный крест · g1 чёрный крест | c7 чёрный крест · d7 чёрный крест · f7 чёрный крест · g7 чёрный крест · b6 чёрный крест · d6 чёрный крест · f6 чёрный крест · h6 чёрный крест · b5 чёрный крест · c5 чёрный крест · g5 чёрный крест · h5 чёрный крест · e4 белый шут · b3 чёрный крест · c3 чёрный крест · g3 чёрный крест · h3 чёрный крест · b2 чёрный крест · d2 чёрный крест · f2 чёрный крест · h2 чёрный крест · c1 чёрный крест · d1 чёрный крест · f1 чёрный крест · g1 чёрный крест | c7 чёрный крест · d7 чёрный крест · f7 чёрный крест · g7 чёрный крест · b6 чёрный крест · d6 чёрный крест · f6 чёрный крест · h6 чёрный крест · b5 чёрный крест · c5 чёрный крест · g5 чёрный крест · h5 чёрный крест · e4 белый шут · b3 чёрный крест · c3 чёрный крест · g3 чёрный крест · h3 чёрный крест · b2 чёрный крест · d2 чёрный крест · f2 чёрный крест · h2 чёрный крест · c1 чёрный крест · d1 чёрный крест · f1 чёрный крест · g1 чёрный крест | c7 чёрный крест · d7 чёрный крест · f7 чёрный крест · g7 чёрный крест · b6 чёрный крест · d6 чёрный крест · f6 чёрный крест · h6 чёрный крест · b5 чёрный крест · c5 чёрный крест · g5 чёрный крест · h5 чёрный крест · e4 белый шут · b3 чёрный крест · c3 чёрный крест · g3 чёрный крест · h3 чёрный крест · b2 чёрный крест · d2 чёрный крест · f2 чёрный крест · h2 чёрный крест · c1 чёрный крест · d1 чёрный крест · f1 чёрный крест · g1 чёрный крест | c7 чёрный крест · d7 чёрный крест · f7 чёрный крест · g7 чёрный крест · b6 чёрный крест · d6 чёрный крест · f6 чёрный крест · h6 чёрный крест · b5 чёрный крест · c5 чёрный крест · g5 чёрный крест · h5 чёрный крест · e4 белый шут · b3 чёрный крест · c3 чёрный крест · g3 чёрный крест · h3 чёрный крест · b2 чёрный крест · d2 чёрный крест · f2 чёрный крест · h2 чёрный крест · c1 чёрный крест · d1 чёрный крест · f1 чёрный крест · g1 чёрный крест | c7 чёрный крест · d7 чёрный крест · f7 чёрный крест · g7 чёрный крест · b6 чёрный крест · d6 чёрный крест · f6 чёрный крест · h6 чёрный крест · b5 чёрный крест · c5 чёрный крест · g5 чёрный крест · h5 чёрный крест · e4 белый шут · b3 чёрный крест · c3 чёрный крест · g3 чёрный крест · h3 чёрный крест · b2 чёрный крест · d2 чёрный крест · f2 чёрный крест · h2 чёрный крест · c1 чёрный крест · d1 чёрный крест · f1 чёрный крест · g1 чёрный крест | c7 чёрный крест · d7 чёрный крест · f7 чёрный крест · g7 чёрный крест · b6 чёрный крест · d6 чёрный крест · f6 чёрный крест · h6 чёрный крест · b5 чёрный крест · c5 чёрный крест · g5 чёрный крест · h5 чёрный крест · e4 белый шут · b3 чёрный крест · c3 чёрный крест · g3 чёрный крест · h3 чёрный крест · b2 чёрный крест · d2 чёрный крест · f2 чёрный крест · h2 чёрный крест · c1 чёрный крест · d1 чёрный крест · f1 чёрный крест · g1 чёрный крест | 8 |
| 7 | c7 чёрный крест · d7 чёрный крест · f7 чёрный крест · g7 чёрный крест · b6 чёрный крест · d6 чёрный крест · f6 чёрный крест · h6 чёрный крест · b5 чёрный крест · c5 чёрный крест · g5 чёрный крест · h5 чёрный крест · e4 белый шут · b3 чёрный крест · c3 чёрный крест · g3 чёрный крест · h3 чёрный крест · b2 чёрный крест · d2 чёрный крест · f2 чёрный крест · h2 чёрный крест · c1 чёрный крест · d1 чёрный крест · f1 чёрный крест · g1 чёрный крест | c7 чёрный крест · d7 чёрный крест · f7 чёрный крест · g7 чёрный крест · b6 чёрный крест · d6 чёрный крест · f6 чёрный крест · h6 чёрный крест · b5 чёрный крест · c5 чёрный крест · g5 чёрный крест · h5 чёрный крест · e4 белый шут · b3 чёрный крест · c3 чёрный крест · g3 чёрный крест · h3 чёрный крест · b2 чёрный крест · d2 чёрный крест · f2 чёрный крест · h2 чёрный крест · c1 чёрный крест · d1 чёрный крест · f1 чёрный крест · g1 чёрный крест | c7 чёрный крест · d7 чёрный крест · f7 чёрный крест · g7 чёрный крест · b6 чёрный крест · d6 чёрный крест · f6 чёрный крест · h6 чёрный крест · b5 чёрный крест · c5 чёрный крест · g5 чёрный крест · h5 чёрный крест · e4 белый шут · b3 чёрный крест · c3 чёрный крест · g3 чёрный крест · h3 чёрный крест · b2 чёрный крест · d2 чёрный крест · f2 чёрный крест · h2 чёрный крест · c1 чёрный крест · d1 чёрный крест · f1 чёрный крест · g1 чёрный крест | c7 чёрный крест · d7 чёрный крест · f7 чёрный крест · g7 чёрный крест · b6 чёрный крест · d6 чёрный крест · f6 чёрный крест · h6 чёрный крест · b5 чёрный крест · c5 чёрный крест · g5 чёрный крест · h5 чёрный крест · e4 белый шут · b3 чёрный крест · c3 чёрный крест · g3 чёрный крест · h3 чёрный крест · b2 чёрный крест · d2 чёрный крест · f2 чёрный крест · h2 чёрный крест · c1 чёрный крест · d1 чёрный крест · f1 чёрный крест · g1 чёрный крест | c7 чёрный крест · d7 чёрный крест · f7 чёрный крест · g7 чёрный крест · b6 чёрный крест · d6 чёрный крест · f6 чёрный крест · h6 чёрный крест · b5 чёрный крест · c5 чёрный крест · g5 чёрный крест · h5 чёрный крест · e4 белый шут · b3 чёрный крест · c3 чёрный крест · g3 чёрный крест · h3 чёрный крест · b2 чёрный крест · d2 чёрный крест · f2 чёрный крест · h2 чёрный крест · c1 чёрный крест · d1 чёрный крест · f1 чёрный крест · g1 чёрный крест | c7 чёрный крест · d7 чёрный крест · f7 чёрный крест · g7 чёрный крест · b6 чёрный крест · d6 чёрный крест · f6 чёрный крест · h6 чёрный крест · b5 чёрный крест · c5 чёрный крест · g5 чёрный крест · h5 чёрный крест · e4 белый шут · b3 чёрный крест · c3 чёрный крест · g3 чёрный крест · h3 чёрный крест · b2 чёрный крест · d2 чёрный крест · f2 чёрный крест · h2 чёрный крест · c1 чёрный крест · d1 чёрный крест · f1 чёрный крест · g1 чёрный крест | c7 чёрный крест · d7 чёрный крест · f7 чёрный крест · g7 чёрный крест · b6 чёрный крест · d6 чёрный крест · f6 чёрный крест · h6 чёрный крест · b5 чёрный крест · c5 чёрный крест · g5 чёрный крест · h5 чёрный крест · e4 белый шут · b3 чёрный крест · c3 чёрный крест · g3 чёрный крест · h3 чёрный крест · b2 чёрный крест · d2 чёрный крест · f2 чёрный крест · h2 чёрный крест · c1 чёрный крест · d1 чёрный крест · f1 чёрный крест · g1 чёрный крест | c7 чёрный крест · d7 чёрный крест · f7 чёрный крест · g7 чёрный крест · b6 чёрный крест · d6 чёрный крест · f6 чёрный крест · h6 чёрный крест · b5 чёрный крест · c5 чёрный крест · g5 чёрный крест · h5 чёрный крест · e4 белый шут · b3 чёрный крест · c3 чёрный крест · g3 чёрный крест · h3 чёрный крест · b2 чёрный крест · d2 чёрный крест · f2 чёрный крест · h2 чёрный крест · c1 чёрный крест · d1 чёрный крест · f1 чёрный крест · g1 чёрный крест | 7 |
| 6 | c7 чёрный крест · d7 чёрный крест · f7 чёрный крест · g7 чёрный крест · b6 чёрный крест · d6 чёрный крест · f6 чёрный крест · h6 чёрный крест · b5 чёрный крест · c5 чёрный крест · g5 чёрный крест · h5 чёрный крест · e4 белый шут · b3 чёрный крест · c3 чёрный крест · g3 чёрный крест · h3 чёрный крест · b2 чёрный крест · d2 чёрный крест · f2 чёрный крест · h2 чёрный крест · c1 чёрный крест · d1 чёрный крест · f1 чёрный крест · g1 чёрный крест | c7 чёрный крест · d7 чёрный крест · f7 чёрный крест · g7 чёрный крест · b6 чёрный крест · d6 чёрный крест · f6 чёрный крест · h6 чёрный крест · b5 чёрный крест · c5 чёрный крест · g5 чёрный крест · h5 чёрный крест · e4 белый шут · b3 чёрный крест · c3 чёрный крест · g3 чёрный крест · h3 чёрный крест · b2 чёрный крест · d2 чёрный крест · f2 чёрный крест · h2 чёрный крест · c1 чёрный крест · d1 чёрный крест · f1 чёрный крест · g1 чёрный крест | c7 чёрный крест · d7 чёрный крест · f7 чёрный крест · g7 чёрный крест · b6 чёрный крест · d6 чёрный крест · f6 чёрный крест · h6 чёрный крест · b5 чёрный крест · c5 чёрный крест · g5 чёрный крест · h5 чёрный крест · e4 белый шут · b3 чёрный крест · c3 чёрный крест · g3 чёрный крест · h3 чёрный крест · b2 чёрный крест · d2 чёрный крест · f2 чёрный крест · h2 чёрный крест · c1 чёрный крест · d1 чёрный крест · f1 чёрный крест · g1 чёрный крест | c7 чёрный крест · d7 чёрный крест · f7 чёрный крест · g7 чёрный крест · b6 чёрный крест · d6 чёрный крест · f6 чёрный крест · h6 чёрный крест · b5 чёрный крест · c5 чёрный крест · g5 чёрный крест · h5 чёрный крест · e4 белый шут · b3 чёрный крест · c3 чёрный крест · g3 чёрный крест · h3 чёрный крест · b2 чёрный крест · d2 чёрный крест · f2 чёрный крест · h2 чёрный крест · c1 чёрный крест · d1 чёрный крест · f1 чёрный крест · g1 чёрный крест | c7 чёрный крест · d7 чёрный крест · f7 чёрный крест · g7 чёрный крест · b6 чёрный крест · d6 чёрный крест · f6 чёрный крест · h6 чёрный крест · b5 чёрный крест · c5 чёрный крест · g5 чёрный крест · h5 чёрный крест · e4 белый шут · b3 чёрный крест · c3 чёрный крест · g3 чёрный крест · h3 чёрный крест · b2 чёрный крест · d2 чёрный крест · f2 чёрный крест · h2 чёрный крест · c1 чёрный крест · d1 чёрный крест · f1 чёрный крест · g1 чёрный крест | c7 чёрный крест · d7 чёрный крест · f7 чёрный крест · g7 чёрный крест · b6 чёрный крест · d6 чёрный крест · f6 чёрный крест · h6 чёрный крест · b5 чёрный крест · c5 чёрный крест · g5 чёрный крест · h5 чёрный крест · e4 белый шут · b3 чёрный крест · c3 чёрный крест · g3 чёрный крест · h3 чёрный крест · b2 чёрный крест · d2 чёрный крест · f2 чёрный крест · h2 чёрный крест · c1 чёрный крест · d1 чёрный крест · f1 чёрный крест · g1 чёрный крест | c7 чёрный крест · d7 чёрный крест · f7 чёрный крест · g7 чёрный крест · b6 чёрный крест · d6 чёрный крест · f6 чёрный крест · h6 чёрный крест · b5 чёрный крест · c5 чёрный крест · g5 чёрный крест · h5 чёрный крест · e4 белый шут · b3 чёрный крест · c3 чёрный крест · g3 чёрный крест · h3 чёрный крест · b2 чёрный крест · d2 чёрный крест · f2 чёрный крест · h2 чёрный крест · c1 чёрный крест · d1 чёрный крест · f1 чёрный крест · g1 чёрный крест | c7 чёрный крест · d7 чёрный крест · f7 чёрный крест · g7 чёрный крест · b6 чёрный крест · d6 чёрный крест · f6 чёрный крест · h6 чёрный крест · b5 чёрный крест · c5 чёрный крест · g5 чёрный крест · h5 чёрный крест · e4 белый шут · b3 чёрный крест · c3 чёрный крест · g3 чёрный крест · h3 чёрный крест · b2 чёрный крест · d2 чёрный крест · f2 чёрный крест · h2 чёрный крест · c1 чёрный крест · d1 чёрный крест · f1 чёрный крест · g1 чёрный крест | 6 |
| 5 | c7 чёрный крест · d7 чёрный крест · f7 чёрный крест · g7 чёрный крест · b6 чёрный крест · d6 чёрный крест · f6 чёрный крест · h6 чёрный крест · b5 чёрный крест · c5 чёрный крест · g5 чёрный крест · h5 чёрный крест · e4 белый шут · b3 чёрный крест · c3 чёрный крест · g3 чёрный крест · h3 чёрный крест · b2 чёрный крест · d2 чёрный крест · f2 чёрный крест · h2 чёрный крест · c1 чёрный крест · d1 чёрный крест · f1 чёрный крест · g1 чёрный крест | c7 чёрный крест · d7 чёрный крест · f7 чёрный крест · g7 чёрный крест · b6 чёрный крест · d6 чёрный крест · f6 чёрный крест · h6 чёрный крест · b5 чёрный крест · c5 чёрный крест · g5 чёрный крест · h5 чёрный крест · e4 белый шут · b3 чёрный крест · c3 чёрный крест · g3 чёрный крест · h3 чёрный крест · b2 чёрный крест · d2 чёрный крест · f2 чёрный крест · h2 чёрный крест · c1 чёрный крест · d1 чёрный крест · f1 чёрный крест · g1 чёрный крест | c7 чёрный крест · d7 чёрный крест · f7 чёрный крест · g7 чёрный крест · b6 чёрный крест · d6 чёрный крест · f6 чёрный крест · h6 чёрный крест · b5 чёрный крест · c5 чёрный крест · g5 чёрный крест · h5 чёрный крест · e4 белый шут · b3 чёрный крест · c3 чёрный крест · g3 чёрный крест · h3 чёрный крест · b2 чёрный крест · d2 чёрный крест · f2 чёрный крест · h2 чёрный крест · c1 чёрный крест · d1 чёрный крест · f1 чёрный крест · g1 чёрный крест | c7 чёрный крест · d7 чёрный крест · f7 чёрный крест · g7 чёрный крест · b6 чёрный крест · d6 чёрный крест · f6 чёрный крест · h6 чёрный крест · b5 чёрный крест · c5 чёрный крест · g5 чёрный крест · h5 чёрный крест · e4 белый шут · b3 чёрный крест · c3 чёрный крест · g3 чёрный крест · h3 чёрный крест · b2 чёрный крест · d2 чёрный крест · f2 чёрный крест · h2 чёрный крест · c1 чёрный крест · d1 чёрный крест · f1 чёрный крест · g1 чёрный крест | c7 чёрный крест · d7 чёрный крест · f7 чёрный крест · g7 чёрный крест · b6 чёрный крест · d6 чёрный крест · f6 чёрный крест · h6 чёрный крест · b5 чёрный крест · c5 чёрный крест · g5 чёрный крест · h5 чёрный крест · e4 белый шут · b3 чёрный крест · c3 чёрный крест · g3 чёрный крест · h3 чёрный крест · b2 чёрный крест · d2 чёрный крест · f2 чёрный крест · h2 чёрный крест · c1 чёрный крест · d1 чёрный крест · f1 чёрный крест · g1 чёрный крест | c7 чёрный крест · d7 чёрный крест · f7 чёрный крест · g7 чёрный крест · b6 чёрный крест · d6 чёрный крест · f6 чёрный крест · h6 чёрный крест · b5 чёрный крест · c5 чёрный крест · g5 чёрный крест · h5 чёрный крест · e4 белый шут · b3 чёрный крест · c3 чёрный крест · g3 чёрный крест · h3 чёрный крест · b2 чёрный крест · d2 чёрный крест · f2 чёрный крест · h2 чёрный крест · c1 чёрный крест · d1 чёрный крест · f1 чёрный крест · g1 чёрный крест | c7 чёрный крест · d7 чёрный крест · f7 чёрный крест · g7 чёрный крест · b6 чёрный крест · d6 чёрный крест · f6 чёрный крест · h6 чёрный крест · b5 чёрный крест · c5 чёрный крест · g5 чёрный крест · h5 чёрный крест · e4 белый шут · b3 чёрный крест · c3 чёрный крест · g3 чёрный крест · h3 чёрный крест · b2 чёрный крест · d2 чёрный крест · f2 чёрный крест · h2 чёрный крест · c1 чёрный крест · d1 чёрный крест · f1 чёрный крест · g1 чёрный крест | c7 чёрный крест · d7 чёрный крест · f7 чёрный крест · g7 чёрный крест · b6 чёрный крест · d6 чёрный крест · f6 чёрный крест · h6 чёрный крест · b5 чёрный крест · c5 чёрный крест · g5 чёрный крест · h5 чёрный крест · e4 белый шут · b3 чёрный крест · c3 чёрный крест · g3 чёрный крест · h3 чёрный крест · b2 чёрный крест · d2 чёрный крест · f2 чёрный крест · h2 чёрный крест · c1 чёрный крест · d1 чёрный крест · f1 чёрный крест · g1 чёрный крест | 5 |
| 4 | c7 чёрный крест · d7 чёрный крест · f7 чёрный крест · g7 чёрный крест · b6 чёрный крест · d6 чёрный крест · f6 чёрный крест · h6 чёрный крест · b5 чёрный крест · c5 чёрный крест · g5 чёрный крест · h5 чёрный крест · e4 белый шут · b3 чёрный крест · c3 чёрный крест · g3 чёрный крест · h3 чёрный крест · b2 чёрный крест · d2 чёрный крест · f2 чёрный крест · h2 чёрный крест · c1 чёрный крест · d1 чёрный крест · f1 чёрный крест · g1 чёрный крест | c7 чёрный крест · d7 чёрный крест · f7 чёрный крест · g7 чёрный крест · b6 чёрный крест · d6 чёрный крест · f6 чёрный крест · h6 чёрный крест · b5 чёрный крест · c5 чёрный крест · g5 чёрный крест · h5 чёрный крест · e4 белый шут · b3 чёрный крест · c3 чёрный крест · g3 чёрный крест · h3 чёрный крест · b2 чёрный крест · d2 чёрный крест · f2 чёрный крест · h2 чёрный крест · c1 чёрный крест · d1 чёрный крест · f1 чёрный крест · g1 чёрный крест | c7 чёрный крест · d7 чёрный крест · f7 чёрный крест · g7 чёрный крест · b6 чёрный крест · d6 чёрный крест · f6 чёрный крест · h6 чёрный крест · b5 чёрный крест · c5 чёрный крест · g5 чёрный крест · h5 чёрный крест · e4 белый шут · b3 чёрный крест · c3 чёрный крест · g3 чёрный крест · h3 чёрный крест · b2 чёрный крест · d2 чёрный крест · f2 чёрный крест · h2 чёрный крест · c1 чёрный крест · d1 чёрный крест · f1 чёрный крест · g1 чёрный крест | c7 чёрный крест · d7 чёрный крест · f7 чёрный крест · g7 чёрный крест · b6 чёрный крест · d6 чёрный крест · f6 чёрный крест · h6 чёрный крест · b5 чёрный крест · c5 чёрный крест · g5 чёрный крест · h5 чёрный крест · e4 белый шут · b3 чёрный крест · c3 чёрный крест · g3 чёрный крест · h3 чёрный крест · b2 чёрный крест · d2 чёрный крест · f2 чёрный крест · h2 чёрный крест · c1 чёрный крест · d1 чёрный крест · f1 чёрный крест · g1 чёрный крест | c7 чёрный крест · d7 чёрный крест · f7 чёрный крест · g7 чёрный крест · b6 чёрный крест · d6 чёрный крест · f6 чёрный крест · h6 чёрный крест · b5 чёрный крест · c5 чёрный крест · g5 чёрный крест · h5 чёрный крест · e4 белый шут · b3 чёрный крест · c3 чёрный крест · g3 чёрный крест · h3 чёрный крест · b2 чёрный крест · d2 чёрный крест · f2 чёрный крест · h2 чёрный крест · c1 чёрный крест · d1 чёрный крест · f1 чёрный крест · g1 чёрный крест | c7 чёрный крест · d7 чёрный крест · f7 чёрный крест · g7 чёрный крест · b6 чёрный крест · d6 чёрный крест · f6 чёрный крест · h6 чёрный крест · b5 чёрный крест · c5 чёрный крест · g5 чёрный крест · h5 чёрный крест · e4 белый шут · b3 чёрный крест · c3 чёрный крест · g3 чёрный крест · h3 чёрный крест · b2 чёрный крест · d2 чёрный крест · f2 чёрный крест · h2 чёрный крест · c1 чёрный крест · d1 чёрный крест · f1 чёрный крест · g1 чёрный крест | c7 чёрный крест · d7 чёрный крест · f7 чёрный крест · g7 чёрный крест · b6 чёрный крест · d6 чёрный крест · f6 чёрный крест · h6 чёрный крест · b5 чёрный крест · c5 чёрный крест · g5 чёрный крест · h5 чёрный крест · e4 белый шут · b3 чёрный крест · c3 чёрный крест · g3 чёрный крест · h3 чёрный крест · b2 чёрный крест · d2 чёрный крест · f2 чёрный крест · h2 чёрный крест · c1 чёрный крест · d1 чёрный крест · f1 чёрный крест · g1 чёрный крест | c7 чёрный крест · d7 чёрный крест · f7 чёрный крест · g7 чёрный крест · b6 чёрный крест · d6 чёрный крест · f6 чёрный крест · h6 чёрный крест · b5 чёрный крест · c5 чёрный крест · g5 чёрный крест · h5 чёрный крест · e4 белый шут · b3 чёрный крест · c3 чёрный крест · g3 чёрный крест · h3 чёрный крест · b2 чёрный крест · d2 чёрный крест · f2 чёрный крест · h2 чёрный крест · c1 чёрный крест · d1 чёрный крест · f1 чёрный крест · g1 чёрный крест | 4 |
| 3 | c7 чёрный крест · d7 чёрный крест · f7 чёрный крест · g7 чёрный крест · b6 чёрный крест · d6 чёрный крест · f6 чёрный крест · h6 чёрный крест · b5 чёрный крест · c5 чёрный крест · g5 чёрный крест · h5 чёрный крест · e4 белый шут · b3 чёрный крест · c3 чёрный крест · g3 чёрный крест · h3 чёрный крест · b2 чёрный крест · d2 чёрный крест · f2 чёрный крест · h2 чёрный крест · c1 чёрный крест · d1 чёрный крест · f1 чёрный крест · g1 чёрный крест | c7 чёрный крест · d7 чёрный крест · f7 чёрный крест · g7 чёрный крест · b6 чёрный крест · d6 чёрный крест · f6 чёрный крест · h6 чёрный крест · b5 чёрный крест · c5 чёрный крест · g5 чёрный крест · h5 чёрный крест · e4 белый шут · b3 чёрный крест · c3 чёрный крест · g3 чёрный крест · h3 чёрный крест · b2 чёрный крест · d2 чёрный крест · f2 чёрный крест · h2 чёрный крест · c1 чёрный крест · d1 чёрный крест · f1 чёрный крест · g1 чёрный крест | c7 чёрный крест · d7 чёрный крест · f7 чёрный крест · g7 чёрный крест · b6 чёрный крест · d6 чёрный крест · f6 чёрный крест · h6 чёрный крест · b5 чёрный крест · c5 чёрный крест · g5 чёрный крест · h5 чёрный крест · e4 белый шут · b3 чёрный крест · c3 чёрный крест · g3 чёрный крест · h3 чёрный крест · b2 чёрный крест · d2 чёрный крест · f2 чёрный крест · h2 чёрный крест · c1 чёрный крест · d1 чёрный крест · f1 чёрный крест · g1 чёрный крест | c7 чёрный крест · d7 чёрный крест · f7 чёрный крест · g7 чёрный крест · b6 чёрный крест · d6 чёрный крест · f6 чёрный крест · h6 чёрный крест · b5 чёрный крест · c5 чёрный крест · g5 чёрный крест · h5 чёрный крест · e4 белый шут · b3 чёрный крест · c3 чёрный крест · g3 чёрный крест · h3 чёрный крест · b2 чёрный крест · d2 чёрный крест · f2 чёрный крест · h2 чёрный крест · c1 чёрный крест · d1 чёрный крест · f1 чёрный крест · g1 чёрный крест | c7 чёрный крест · d7 чёрный крест · f7 чёрный крест · g7 чёрный крест · b6 чёрный крест · d6 чёрный крест · f6 чёрный крест · h6 чёрный крест · b5 чёрный крест · c5 чёрный крест · g5 чёрный крест · h5 чёрный крест · e4 белый шут · b3 чёрный крест · c3 чёрный крест · g3 чёрный крест · h3 чёрный крест · b2 чёрный крест · d2 чёрный крест · f2 чёрный крест · h2 чёрный крест · c1 чёрный крест · d1 чёрный крест · f1 чёрный крест · g1 чёрный крест | c7 чёрный крест · d7 чёрный крест · f7 чёрный крест · g7 чёрный крест · b6 чёрный крест · d6 чёрный крест · f6 чёрный крест · h6 чёрный крест · b5 чёрный крест · c5 чёрный крест · g5 чёрный крест · h5 чёрный крест · e4 белый шут · b3 чёрный крест · c3 чёрный крест · g3 чёрный крест · h3 чёрный крест · b2 чёрный крест · d2 чёрный крест · f2 чёрный крест · h2 чёрный крест · c1 чёрный крест · d1 чёрный крест · f1 чёрный крест · g1 чёрный крест | c7 чёрный крест · d7 чёрный крест · f7 чёрный крест · g7 чёрный крест · b6 чёрный крест · d6 чёрный крест · f6 чёрный крест · h6 чёрный крест · b5 чёрный крест · c5 чёрный крест · g5 чёрный крест · h5 чёрный крест · e4 белый шут · b3 чёрный крест · c3 чёрный крест · g3 чёрный крест · h3 чёрный крест · b2 чёрный крест · d2 чёрный крест · f2 чёрный крест · h2 чёрный крест · c1 чёрный крест · d1 чёрный крест · f1 чёрный крест · g1 чёрный крест | c7 чёрный крест · d7 чёрный крест · f7 чёрный крест · g7 чёрный крест · b6 чёрный крест · d6 чёрный крест · f6 чёрный крест · h6 чёрный крест · b5 чёрный крест · c5 чёрный крест · g5 чёрный крест · h5 чёрный крест · e4 белый шут · b3 чёрный крест · c3 чёрный крест · g3 чёрный крест · h3 чёрный крест · b2 чёрный крест · d2 чёрный крест · f2 чёрный крест · h2 чёрный крест · c1 чёрный крест · d1 чёрный крест · f1 чёрный крест · g1 чёрный крест | 3 |
| 2 | c7 чёрный крест · d7 чёрный крест · f7 чёрный крест · g7 чёрный крест · b6 чёрный крест · d6 чёрный крест · f6 чёрный крест · h6 чёрный крест · b5 чёрный крест · c5 чёрный крест · g5 чёрный крест · h5 чёрный крест · e4 белый шут · b3 чёрный крест · c3 чёрный крест · g3 чёрный крест · h3 чёрный крест · b2 чёрный крест · d2 чёрный крест · f2 чёрный крест · h2 чёрный крест · c1 чёрный крест · d1 чёрный крест · f1 чёрный крест · g1 чёрный крест | c7 чёрный крест · d7 чёрный крест · f7 чёрный крест · g7 чёрный крест · b6 чёрный крест · d6 чёрный крест · f6 чёрный крест · h6 чёрный крест · b5 чёрный крест · c5 чёрный крест · g5 чёрный крест · h5 чёрный крест · e4 белый шут · b3 чёрный крест · c3 чёрный крест · g3 чёрный крест · h3 чёрный крест · b2 чёрный крест · d2 чёрный крест · f2 чёрный крест · h2 чёрный крест · c1 чёрный крест · d1 чёрный крест · f1 чёрный крест · g1 чёрный крест | c7 чёрный крест · d7 чёрный крест · f7 чёрный крест · g7 чёрный крест · b6 чёрный крест · d6 чёрный крест · f6 чёрный крест · h6 чёрный крест · b5 чёрный крест · c5 чёрный крест · g5 чёрный крест · h5 чёрный крест · e4 белый шут · b3 чёрный крест · c3 чёрный крест · g3 чёрный крест · h3 чёрный крест · b2 чёрный крест · d2 чёрный крест · f2 чёрный крест · h2 чёрный крест · c1 чёрный крест · d1 чёрный крест · f1 чёрный крест · g1 чёрный крест | c7 чёрный крест · d7 чёрный крест · f7 чёрный крест · g7 чёрный крест · b6 чёрный крест · d6 чёрный крест · f6 чёрный крест · h6 чёрный крест · b5 чёрный крест · c5 чёрный крест · g5 чёрный крест · h5 чёрный крест · e4 белый шут · b3 чёрный крест · c3 чёрный крест · g3 чёрный крест · h3 чёрный крест · b2 чёрный крест · d2 чёрный крест · f2 чёрный крест · h2 чёрный крест · c1 чёрный крест · d1 чёрный крест · f1 чёрный крест · g1 чёрный крест | c7 чёрный крест · d7 чёрный крест · f7 чёрный крест · g7 чёрный крест · b6 чёрный крест · d6 чёрный крест · f6 чёрный крест · h6 чёрный крест · b5 чёрный крест · c5 чёрный крест · g5 чёрный крест · h5 чёрный крест · e4 белый шут · b3 чёрный крест · c3 чёрный крест · g3 чёрный крест · h3 чёрный крест · b2 чёрный крест · d2 чёрный крест · f2 чёрный крест · h2 чёрный крест · c1 чёрный крест · d1 чёрный крест · f1 чёрный крест · g1 чёрный крест | c7 чёрный крест · d7 чёрный крест · f7 чёрный крест · g7 чёрный крест · b6 чёрный крест · d6 чёрный крест · f6 чёрный крест · h6 чёрный крест · b5 чёрный крест · c5 чёрный крест · g5 чёрный крест · h5 чёрный крест · e4 белый шут · b3 чёрный крест · c3 чёрный крест · g3 чёрный крест · h3 чёрный крест · b2 чёрный крест · d2 чёрный крест · f2 чёрный крест · h2 чёрный крест · c1 чёрный крест · d1 чёрный крест · f1 чёрный крест · g1 чёрный крест | c7 чёрный крест · d7 чёрный крест · f7 чёрный крест · g7 чёрный крест · b6 чёрный крест · d6 чёрный крест · f6 чёрный крест · h6 чёрный крест · b5 чёрный крест · c5 чёрный крест · g5 чёрный крест · h5 чёрный крест · e4 белый шут · b3 чёрный крест · c3 чёрный крест · g3 чёрный крест · h3 чёрный крест · b2 чёрный крест · d2 чёрный крест · f2 чёрный крест · h2 чёрный крест · c1 чёрный крест · d1 чёрный крест · f1 чёрный крест · g1 чёрный крест | c7 чёрный крест · d7 чёрный крест · f7 чёрный крест · g7 чёрный крест · b6 чёрный крест · d6 чёрный крест · f6 чёрный крест · h6 чёрный крест · b5 чёрный крест · c5 чёрный крест · g5 чёрный крест · h5 чёрный крест · e4 белый шут · b3 чёрный крест · c3 чёрный крест · g3 чёрный крест · h3 чёрный крест · b2 чёрный крест · d2 чёрный крест · f2 чёрный крест · h2 чёрный крест · c1 чёрный крест · d1 чёрный крест · f1 чёрный крест · g1 чёрный крест | 2 |
| 1 | c7 чёрный крест · d7 чёрный крест · f7 чёрный крест · g7 чёрный крест · b6 чёрный крест · d6 чёрный крест · f6 чёрный крест · h6 чёрный крест · b5 чёрный крест · c5 чёрный крест · g5 чёрный крест · h5 чёрный крест · e4 белый шут · b3 чёрный крест · c3 чёрный крест · g3 чёрный крест · h3 чёрный крест · b2 чёрный крест · d2 чёрный крест · f2 чёрный крест · h2 чёрный крест · c1 чёрный крест · d1 чёрный крест · f1 чёрный крест · g1 чёрный крест | c7 чёрный крест · d7 чёрный крест · f7 чёрный крест · g7 чёрный крест · b6 чёрный крест · d6 чёрный крест · f6 чёрный крест · h6 чёрный крест · b5 чёрный крест · c5 чёрный крест · g5 чёрный крест · h5 чёрный крест · e4 белый шут · b3 чёрный крест · c3 чёрный крест · g3 чёрный крест · h3 чёрный крест · b2 чёрный крест · d2 чёрный крест · f2 чёрный крест · h2 чёрный крест · c1 чёрный крест · d1 чёрный крест · f1 чёрный крест · g1 чёрный крест | c7 чёрный крест · d7 чёрный крест · f7 чёрный крест · g7 чёрный крест · b6 чёрный крест · d6 чёрный крест · f6 чёрный крест · h6 чёрный крест · b5 чёрный крест · c5 чёрный крест · g5 чёрный крест · h5 чёрный крест · e4 белый шут · b3 чёрный крест · c3 чёрный крест · g3 чёрный крест · h3 чёрный крест · b2 чёрный крест · d2 чёрный крест · f2 чёрный крест · h2 чёрный крест · c1 чёрный крест · d1 чёрный крест · f1 чёрный крест · g1 чёрный крест | c7 чёрный крест · d7 чёрный крест · f7 чёрный крест · g7 чёрный крест · b6 чёрный крест · d6 чёрный крест · f6 чёрный крест · h6 чёрный крест · b5 чёрный крест · c5 чёрный крест · g5 чёрный крест · h5 чёрный крест · e4 белый шут · b3 чёрный крест · c3 чёрный крест · g3 чёрный крест · h3 чёрный крест · b2 чёрный крест · d2 чёрный крест · f2 чёрный крест · h2 чёрный крест · c1 чёрный крест · d1 чёрный крест · f1 чёрный крест · g1 чёрный крест | c7 чёрный крест · d7 чёрный крест · f7 чёрный крест · g7 чёрный крест · b6 чёрный крест · d6 чёрный крест · f6 чёрный крест · h6 чёрный крест · b5 чёрный крест · c5 чёрный крест · g5 чёрный крест · h5 чёрный крест · e4 белый шут · b3 чёрный крест · c3 чёрный крест · g3 чёрный крест · h3 чёрный крест · b2 чёрный крест · d2 чёрный крест · f2 чёрный крест · h2 чёрный крест · c1 чёрный крест · d1 чёрный крест · f1 чёрный крест · g1 чёрный крест | c7 чёрный крест · d7 чёрный крест · f7 чёрный крест · g7 чёрный крест · b6 чёрный крест · d6 чёрный крест · f6 чёрный крест · h6 чёрный крест · b5 чёрный крест · c5 чёрный крест · g5 чёрный крест · h5 чёрный крест · e4 белый шут · b3 чёрный крест · c3 чёрный крест · g3 чёрный крест · h3 чёрный крест · b2 чёрный крест · d2 чёрный крест · f2 чёрный крест · h2 чёрный крест · c1 чёрный крест · d1 чёрный крест · f1 чёрный крест · g1 чёрный крест | c7 чёрный крест · d7 чёрный крест · f7 чёрный крест · g7 чёрный крест · b6 чёрный крест · d6 чёрный крест · f6 чёрный крест · h6 чёрный крест · b5 чёрный крест · c5 чёрный крест · g5 чёрный крест · h5 чёрный крест · e4 белый шут · b3 чёрный крест · c3 чёрный крест · g3 чёрный крест · h3 чёрный крест · b2 чёрный крест · d2 чёрный крест · f2 чёрный крест · h2 чёрный крест · c1 чёрный крест · d1 чёрный крест · f1 чёрный крест · g1 чёрный крест | c7 чёрный крест · d7 чёрный крест · f7 чёрный крест · g7 чёрный крест · b6 чёрный крест · d6 чёрный крест · f6 чёрный крест · h6 чёрный крест · b5 чёрный крест · c5 чёрный крест · g5 чёрный крест · h5 чёрный крест · e4 белый шут · b3 чёрный крест · c3 чёрный крест · g3 чёрный крест · h3 чёрный крест · b2 чёрный крест · d2 чёрный крест · f2 чёрный крест · h2 чёрный крест · c1 чёрный крест · d1 чёрный крест · f1 чёрный крест · g1 чёрный крест | 1 |
|   | a | b | c | d | e | f | g | h |   |

|   | a | b | c | d | e | f | g | h |   |
| - | --- | --- | --- | --- | --- | --- | --- | --- | - |
| 8 | a8 чёрный крест · b7 чёрный крест · h7 чёрный крест · c6 чёрный крест · d6 чёрный крест · f6 чёрный крест · g6 чёрный крест · c5 чёрный крест · d5 чёрный крест · f5 чёрный крест · g5 чёрный крест · e4 белый архиепископ · c3 чёрный крест · d3 чёрный крест · f3 чёрный крест · g3 чёрный крест · c2 чёрный крест · d2 чёрный крест · f2 чёрный крест · g2 чёрный крест · b1 чёрный крест · h1 чёрный крест | a8 чёрный крест · b7 чёрный крест · h7 чёрный крест · c6 чёрный крест · d6 чёрный крест · f6 чёрный крест · g6 чёрный крест · c5 чёрный крест · d5 чёрный крест · f5 чёрный крест · g5 чёрный крест · e4 белый архиепископ · c3 чёрный крест · d3 чёрный крест · f3 чёрный крест · g3 чёрный крест · c2 чёрный крест · d2 чёрный крест · f2 чёрный крест · g2 чёрный крест · b1 чёрный крест · h1 чёрный крест | a8 чёрный крест · b7 чёрный крест · h7 чёрный крест · c6 чёрный крест · d6 чёрный крест · f6 чёрный крест · g6 чёрный крест · c5 чёрный крест · d5 чёрный крест · f5 чёрный крест · g5 чёрный крест · e4 белый архиепископ · c3 чёрный крест · d3 чёрный крест · f3 чёрный крест · g3 чёрный крест · c2 чёрный крест · d2 чёрный крест · f2 чёрный крест · g2 чёрный крест · b1 чёрный крест · h1 чёрный крест | a8 чёрный крест · b7 чёрный крест · h7 чёрный крест · c6 чёрный крест · d6 чёрный крест · f6 чёрный крест · g6 чёрный крест · c5 чёрный крест · d5 чёрный крест · f5 чёрный крест · g5 чёрный крест · e4 белый архиепископ · c3 чёрный крест · d3 чёрный крест · f3 чёрный крест · g3 чёрный крест · c2 чёрный крест · d2 чёрный крест · f2 чёрный крест · g2 чёрный крест · b1 чёрный крест · h1 чёрный крест | a8 чёрный крест · b7 чёрный крест · h7 чёрный крест · c6 чёрный крест · d6 чёрный крест · f6 чёрный крест · g6 чёрный крест · c5 чёрный крест · d5 чёрный крест · f5 чёрный крест · g5 чёрный крест · e4 белый архиепископ · c3 чёрный крест · d3 чёрный крест · f3 чёрный крест · g3 чёрный крест · c2 чёрный крест · d2 чёрный крест · f2 чёрный крест · g2 чёрный крест · b1 чёрный крест · h1 чёрный крест | a8 чёрный крест · b7 чёрный крест · h7 чёрный крест · c6 чёрный крест · d6 чёрный крест · f6 чёрный крест · g6 чёрный крест · c5 чёрный крест · d5 чёрный крест · f5 чёрный крест · g5 чёрный крест · e4 белый архиепископ · c3 чёрный крест · d3 чёрный крест · f3 чёрный крест · g3 чёрный крест · c2 чёрный крест · d2 чёрный крест · f2 чёрный крест · g2 чёрный крест · b1 чёрный крест · h1 чёрный крест | a8 чёрный крест · b7 чёрный крест · h7 чёрный крест · c6 чёрный крест · d6 чёрный крест · f6 чёрный крест · g6 чёрный крест · c5 чёрный крест · d5 чёрный крест · f5 чёрный крест · g5 чёрный крест · e4 белый архиепископ · c3 чёрный крест · d3 чёрный крест · f3 чёрный крест · g3 чёрный крест · c2 чёрный крест · d2 чёрный крест · f2 чёрный крест · g2 чёрный крест · b1 чёрный крест · h1 чёрный крест | a8 чёрный крест · b7 чёрный крест · h7 чёрный крест · c6 чёрный крест · d6 чёрный крест · f6 чёрный крест · g6 чёрный крест · c5 чёрный крест · d5 чёрный крест · f5 чёрный крест · g5 чёрный крест · e4 белый архиепископ · c3 чёрный крест · d3 чёрный крест · f3 чёрный крест · g3 чёрный крест · c2 чёрный крест · d2 чёрный крест · f2 чёрный крест · g2 чёрный крест · b1 чёрный крест · h1 чёрный крест | 8 |
| 7 | a8 чёрный крест · b7 чёрный крест · h7 чёрный крест · c6 чёрный крест · d6 чёрный крест · f6 чёрный крест · g6 чёрный крест · c5 чёрный крест · d5 чёрный крест · f5 чёрный крест · g5 чёрный крест · e4 белый архиепископ · c3 чёрный крест · d3 чёрный крест · f3 чёрный крест · g3 чёрный крест · c2 чёрный крест · d2 чёрный крест · f2 чёрный крест · g2 чёрный крест · b1 чёрный крест · h1 чёрный крест | a8 чёрный крест · b7 чёрный крест · h7 чёрный крест · c6 чёрный крест · d6 чёрный крест · f6 чёрный крест · g6 чёрный крест · c5 чёрный крест · d5 чёрный крест · f5 чёрный крест · g5 чёрный крест · e4 белый архиепископ · c3 чёрный крест · d3 чёрный крест · f3 чёрный крест · g3 чёрный крест · c2 чёрный крест · d2 чёрный крест · f2 чёрный крест · g2 чёрный крест · b1 чёрный крест · h1 чёрный крест | a8 чёрный крест · b7 чёрный крест · h7 чёрный крест · c6 чёрный крест · d6 чёрный крест · f6 чёрный крест · g6 чёрный крест · c5 чёрный крест · d5 чёрный крест · f5 чёрный крест · g5 чёрный крест · e4 белый архиепископ · c3 чёрный крест · d3 чёрный крест · f3 чёрный крест · g3 чёрный крест · c2 чёрный крест · d2 чёрный крест · f2 чёрный крест · g2 чёрный крест · b1 чёрный крест · h1 чёрный крест | a8 чёрный крест · b7 чёрный крест · h7 чёрный крест · c6 чёрный крест · d6 чёрный крест · f6 чёрный крест · g6 чёрный крест · c5 чёрный крест · d5 чёрный крест · f5 чёрный крест · g5 чёрный крест · e4 белый архиепископ · c3 чёрный крест · d3 чёрный крест · f3 чёрный крест · g3 чёрный крест · c2 чёрный крест · d2 чёрный крест · f2 чёрный крест · g2 чёрный крест · b1 чёрный крест · h1 чёрный крест | a8 чёрный крест · b7 чёрный крест · h7 чёрный крест · c6 чёрный крест · d6 чёрный крест · f6 чёрный крест · g6 чёрный крест · c5 чёрный крест · d5 чёрный крест · f5 чёрный крест · g5 чёрный крест · e4 белый архиепископ · c3 чёрный крест · d3 чёрный крест · f3 чёрный крест · g3 чёрный крест · c2 чёрный крест · d2 чёрный крест · f2 чёрный крест · g2 чёрный крест · b1 чёрный крест · h1 чёрный крест | a8 чёрный крест · b7 чёрный крест · h7 чёрный крест · c6 чёрный крест · d6 чёрный крест · f6 чёрный крест · g6 чёрный крест · c5 чёрный крест · d5 чёрный крест · f5 чёрный крест · g5 чёрный крест · e4 белый архиепископ · c3 чёрный крест · d3 чёрный крест · f3 чёрный крест · g3 чёрный крест · c2 чёрный крест · d2 чёрный крест · f2 чёрный крест · g2 чёрный крест · b1 чёрный крест · h1 чёрный крест | a8 чёрный крест · b7 чёрный крест · h7 чёрный крест · c6 чёрный крест · d6 чёрный крест · f6 чёрный крест · g6 чёрный крест · c5 чёрный крест · d5 чёрный крест · f5 чёрный крест · g5 чёрный крест · e4 белый архиепископ · c3 чёрный крест · d3 чёрный крест · f3 чёрный крест · g3 чёрный крест · c2 чёрный крест · d2 чёрный крест · f2 чёрный крест · g2 чёрный крест · b1 чёрный крест · h1 чёрный крест | a8 чёрный крест · b7 чёрный крест · h7 чёрный крест · c6 чёрный крест · d6 чёрный крест · f6 чёрный крест · g6 чёрный крест · c5 чёрный крест · d5 чёрный крест · f5 чёрный крест · g5 чёрный крест · e4 белый архиепископ · c3 чёрный крест · d3 чёрный крест · f3 чёрный крест · g3 чёрный крест · c2 чёрный крест · d2 чёрный крест · f2 чёрный крест · g2 чёрный крест · b1 чёрный крест · h1 чёрный крест | 7 |
| 6 | a8 чёрный крест · b7 чёрный крест · h7 чёрный крест · c6 чёрный крест · d6 чёрный крест · f6 чёрный крест · g6 чёрный крест · c5 чёрный крест · d5 чёрный крест · f5 чёрный крест · g5 чёрный крест · e4 белый архиепископ · c3 чёрный крест · d3 чёрный крест · f3 чёрный крест · g3 чёрный крест · c2 чёрный крест · d2 чёрный крест · f2 чёрный крест · g2 чёрный крест · b1 чёрный крест · h1 чёрный крест | a8 чёрный крест · b7 чёрный крест · h7 чёрный крест · c6 чёрный крест · d6 чёрный крест · f6 чёрный крест · g6 чёрный крест · c5 чёрный крест · d5 чёрный крест · f5 чёрный крест · g5 чёрный крест · e4 белый архиепископ · c3 чёрный крест · d3 чёрный крест · f3 чёрный крест · g3 чёрный крест · c2 чёрный крест · d2 чёрный крест · f2 чёрный крест · g2 чёрный крест · b1 чёрный крест · h1 чёрный крест | a8 чёрный крест · b7 чёрный крест · h7 чёрный крест · c6 чёрный крест · d6 чёрный крест · f6 чёрный крест · g6 чёрный крест · c5 чёрный крест · d5 чёрный крест · f5 чёрный крест · g5 чёрный крест · e4 белый архиепископ · c3 чёрный крест · d3 чёрный крест · f3 чёрный крест · g3 чёрный крест · c2 чёрный крест · d2 чёрный крест · f2 чёрный крест · g2 чёрный крест · b1 чёрный крест · h1 чёрный крест | a8 чёрный крест · b7 чёрный крест · h7 чёрный крест · c6 чёрный крест · d6 чёрный крест · f6 чёрный крест · g6 чёрный крест · c5 чёрный крест · d5 чёрный крест · f5 чёрный крест · g5 чёрный крест · e4 белый архиепископ · c3 чёрный крест · d3 чёрный крест · f3 чёрный крест · g3 чёрный крест · c2 чёрный крест · d2 чёрный крест · f2 чёрный крест · g2 чёрный крест · b1 чёрный крест · h1 чёрный крест | a8 чёрный крест · b7 чёрный крест · h7 чёрный крест · c6 чёрный крест · d6 чёрный крест · f6 чёрный крест · g6 чёрный крест · c5 чёрный крест · d5 чёрный крест · f5 чёрный крест · g5 чёрный крест · e4 белый архиепископ · c3 чёрный крест · d3 чёрный крест · f3 чёрный крест · g3 чёрный крест · c2 чёрный крест · d2 чёрный крест · f2 чёрный крест · g2 чёрный крест · b1 чёрный крест · h1 чёрный крест | a8 чёрный крест · b7 чёрный крест · h7 чёрный крест · c6 чёрный крест · d6 чёрный крест · f6 чёрный крест · g6 чёрный крест · c5 чёрный крест · d5 чёрный крест · f5 чёрный крест · g5 чёрный крест · e4 белый архиепископ · c3 чёрный крест · d3 чёрный крест · f3 чёрный крест · g3 чёрный крест · c2 чёрный крест · d2 чёрный крест · f2 чёрный крест · g2 чёрный крест · b1 чёрный крест · h1 чёрный крест | a8 чёрный крест · b7 чёрный крест · h7 чёрный крест · c6 чёрный крест · d6 чёрный крест · f6 чёрный крест · g6 чёрный крест · c5 чёрный крест · d5 чёрный крест · f5 чёрный крест · g5 чёрный крест · e4 белый архиепископ · c3 чёрный крест · d3 чёрный крест · f3 чёрный крест · g3 чёрный крест · c2 чёрный крест · d2 чёрный крест · f2 чёрный крест · g2 чёрный крест · b1 чёрный крест · h1 чёрный крест | a8 чёрный крест · b7 чёрный крест · h7 чёрный крест · c6 чёрный крест · d6 чёрный крест · f6 чёрный крест · g6 чёрный крест · c5 чёрный крест · d5 чёрный крест · f5 чёрный крест · g5 чёрный крест · e4 белый архиепископ · c3 чёрный крест · d3 чёрный крест · f3 чёрный крест · g3 чёрный крест · c2 чёрный крест · d2 чёрный крест · f2 чёрный крест · g2 чёрный крест · b1 чёрный крест · h1 чёрный крест | 6 |
| 5 | a8 чёрный крест · b7 чёрный крест · h7 чёрный крест · c6 чёрный крест · d6 чёрный крест · f6 чёрный крест · g6 чёрный крест · c5 чёрный крест · d5 чёрный крест · f5 чёрный крест · g5 чёрный крест · e4 белый архиепископ · c3 чёрный крест · d3 чёрный крест · f3 чёрный крест · g3 чёрный крест · c2 чёрный крест · d2 чёрный крест · f2 чёрный крест · g2 чёрный крест · b1 чёрный крест · h1 чёрный крест | a8 чёрный крест · b7 чёрный крест · h7 чёрный крест · c6 чёрный крест · d6 чёрный крест · f6 чёрный крест · g6 чёрный крест · c5 чёрный крест · d5 чёрный крест · f5 чёрный крест · g5 чёрный крест · e4 белый архиепископ · c3 чёрный крест · d3 чёрный крест · f3 чёрный крест · g3 чёрный крест · c2 чёрный крест · d2 чёрный крест · f2 чёрный крест · g2 чёрный крест · b1 чёрный крест · h1 чёрный крест | a8 чёрный крест · b7 чёрный крест · h7 чёрный крест · c6 чёрный крест · d6 чёрный крест · f6 чёрный крест · g6 чёрный крест · c5 чёрный крест · d5 чёрный крест · f5 чёрный крест · g5 чёрный крест · e4 белый архиепископ · c3 чёрный крест · d3 чёрный крест · f3 чёрный крест · g3 чёрный крест · c2 чёрный крест · d2 чёрный крест · f2 чёрный крест · g2 чёрный крест · b1 чёрный крест · h1 чёрный крест | a8 чёрный крест · b7 чёрный крест · h7 чёрный крест · c6 чёрный крест · d6 чёрный крест · f6 чёрный крест · g6 чёрный крест · c5 чёрный крест · d5 чёрный крест · f5 чёрный крест · g5 чёрный крест · e4 белый архиепископ · c3 чёрный крест · d3 чёрный крест · f3 чёрный крест · g3 чёрный крест · c2 чёрный крест · d2 чёрный крест · f2 чёрный крест · g2 чёрный крест · b1 чёрный крест · h1 чёрный крест | a8 чёрный крест · b7 чёрный крест · h7 чёрный крест · c6 чёрный крест · d6 чёрный крест · f6 чёрный крест · g6 чёрный крест · c5 чёрный крест · d5 чёрный крест · f5 чёрный крест · g5 чёрный крест · e4 белый архиепископ · c3 чёрный крест · d3 чёрный крест · f3 чёрный крест · g3 чёрный крест · c2 чёрный крест · d2 чёрный крест · f2 чёрный крест · g2 чёрный крест · b1 чёрный крест · h1 чёрный крест | a8 чёрный крест · b7 чёрный крест · h7 чёрный крест · c6 чёрный крест · d6 чёрный крест · f6 чёрный крест · g6 чёрный крест · c5 чёрный крест · d5 чёрный крест · f5 чёрный крест · g5 чёрный крест · e4 белый архиепископ · c3 чёрный крест · d3 чёрный крест · f3 чёрный крест · g3 чёрный крест · c2 чёрный крест · d2 чёрный крест · f2 чёрный крест · g2 чёрный крест · b1 чёрный крест · h1 чёрный крест | a8 чёрный крест · b7 чёрный крест · h7 чёрный крест · c6 чёрный крест · d6 чёрный крест · f6 чёрный крест · g6 чёрный крест · c5 чёрный крест · d5 чёрный крест · f5 чёрный крест · g5 чёрный крест · e4 белый архиепископ · c3 чёрный крест · d3 чёрный крест · f3 чёрный крест · g3 чёрный крест · c2 чёрный крест · d2 чёрный крест · f2 чёрный крест · g2 чёрный крест · b1 чёрный крест · h1 чёрный крест | a8 чёрный крест · b7 чёрный крест · h7 чёрный крест · c6 чёрный крест · d6 чёрный крест · f6 чёрный крест · g6 чёрный крест · c5 чёрный крест · d5 чёрный крест · f5 чёрный крест · g5 чёрный крест · e4 белый архиепископ · c3 чёрный крест · d3 чёрный крест · f3 чёрный крест · g3 чёрный крест · c2 чёрный крест · d2 чёрный крест · f2 чёрный крест · g2 чёрный крест · b1 чёрный крест · h1 чёрный крест | 5 |
| 4 | a8 чёрный крест · b7 чёрный крест · h7 чёрный крест · c6 чёрный крест · d6 чёрный крест · f6 чёрный крест · g6 чёрный крест · c5 чёрный крест · d5 чёрный крест · f5 чёрный крест · g5 чёрный крест · e4 белый архиепископ · c3 чёрный крест · d3 чёрный крест · f3 чёрный крест · g3 чёрный крест · c2 чёрный крест · d2 чёрный крест · f2 чёрный крест · g2 чёрный крест · b1 чёрный крест · h1 чёрный крест | a8 чёрный крест · b7 чёрный крест · h7 чёрный крест · c6 чёрный крест · d6 чёрный крест · f6 чёрный крест · g6 чёрный крест · c5 чёрный крест · d5 чёрный крест · f5 чёрный крест · g5 чёрный крест · e4 белый архиепископ · c3 чёрный крест · d3 чёрный крест · f3 чёрный крест · g3 чёрный крест · c2 чёрный крест · d2 чёрный крест · f2 чёрный крест · g2 чёрный крест · b1 чёрный крест · h1 чёрный крест | a8 чёрный крест · b7 чёрный крест · h7 чёрный крест · c6 чёрный крест · d6 чёрный крест · f6 чёрный крест · g6 чёрный крест · c5 чёрный крест · d5 чёрный крест · f5 чёрный крест · g5 чёрный крест · e4 белый архиепископ · c3 чёрный крест · d3 чёрный крест · f3 чёрный крест · g3 чёрный крест · c2 чёрный крест · d2 чёрный крест · f2 чёрный крест · g2 чёрный крест · b1 чёрный крест · h1 чёрный крест | a8 чёрный крест · b7 чёрный крест · h7 чёрный крест · c6 чёрный крест · d6 чёрный крест · f6 чёрный крест · g6 чёрный крест · c5 чёрный крест · d5 чёрный крест · f5 чёрный крест · g5 чёрный крест · e4 белый архиепископ · c3 чёрный крест · d3 чёрный крест · f3 чёрный крест · g3 чёрный крест · c2 чёрный крест · d2 чёрный крест · f2 чёрный крест · g2 чёрный крест · b1 чёрный крест · h1 чёрный крест | a8 чёрный крест · b7 чёрный крест · h7 чёрный крест · c6 чёрный крест · d6 чёрный крест · f6 чёрный крест · g6 чёрный крест · c5 чёрный крест · d5 чёрный крест · f5 чёрный крест · g5 чёрный крест · e4 белый архиепископ · c3 чёрный крест · d3 чёрный крест · f3 чёрный крест · g3 чёрный крест · c2 чёрный крест · d2 чёрный крест · f2 чёрный крест · g2 чёрный крест · b1 чёрный крест · h1 чёрный крест | a8 чёрный крест · b7 чёрный крест · h7 чёрный крест · c6 чёрный крест · d6 чёрный крест · f6 чёрный крест · g6 чёрный крест · c5 чёрный крест · d5 чёрный крест · f5 чёрный крест · g5 чёрный крест · e4 белый архиепископ · c3 чёрный крест · d3 чёрный крест · f3 чёрный крест · g3 чёрный крест · c2 чёрный крест · d2 чёрный крест · f2 чёрный крест · g2 чёрный крест · b1 чёрный крест · h1 чёрный крест | a8 чёрный крест · b7 чёрный крест · h7 чёрный крест · c6 чёрный крест · d6 чёрный крест · f6 чёрный крест · g6 чёрный крест · c5 чёрный крест · d5 чёрный крест · f5 чёрный крест · g5 чёрный крест · e4 белый архиепископ · c3 чёрный крест · d3 чёрный крест · f3 чёрный крест · g3 чёрный крест · c2 чёрный крест · d2 чёрный крест · f2 чёрный крест · g2 чёрный крест · b1 чёрный крест · h1 чёрный крест | a8 чёрный крест · b7 чёрный крест · h7 чёрный крест · c6 чёрный крест · d6 чёрный крест · f6 чёрный крест · g6 чёрный крест · c5 чёрный крест · d5 чёрный крест · f5 чёрный крест · g5 чёрный крест · e4 белый архиепископ · c3 чёрный крест · d3 чёрный крест · f3 чёрный крест · g3 чёрный крест · c2 чёрный крест · d2 чёрный крест · f2 чёрный крест · g2 чёрный крест · b1 чёрный крест · h1 чёрный крест | 4 |
| 3 | a8 чёрный крест · b7 чёрный крест · h7 чёрный крест · c6 чёрный крест · d6 чёрный крест · f6 чёрный крест · g6 чёрный крест · c5 чёрный крест · d5 чёрный крест · f5 чёрный крест · g5 чёрный крест · e4 белый архиепископ · c3 чёрный крест · d3 чёрный крест · f3 чёрный крест · g3 чёрный крест · c2 чёрный крест · d2 чёрный крест · f2 чёрный крест · g2 чёрный крест · b1 чёрный крест · h1 чёрный крест | a8 чёрный крест · b7 чёрный крест · h7 чёрный крест · c6 чёрный крест · d6 чёрный крест · f6 чёрный крест · g6 чёрный крест · c5 чёрный крест · d5 чёрный крест · f5 чёрный крест · g5 чёрный крест · e4 белый архиепископ · c3 чёрный крест · d3 чёрный крест · f3 чёрный крест · g3 чёрный крест · c2 чёрный крест · d2 чёрный крест · f2 чёрный крест · g2 чёрный крест · b1 чёрный крест · h1 чёрный крест | a8 чёрный крест · b7 чёрный крест · h7 чёрный крест · c6 чёрный крест · d6 чёрный крест · f6 чёрный крест · g6 чёрный крест · c5 чёрный крест · d5 чёрный крест · f5 чёрный крест · g5 чёрный крест · e4 белый архиепископ · c3 чёрный крест · d3 чёрный крест · f3 чёрный крест · g3 чёрный крест · c2 чёрный крест · d2 чёрный крест · f2 чёрный крест · g2 чёрный крест · b1 чёрный крест · h1 чёрный крест | a8 чёрный крест · b7 чёрный крест · h7 чёрный крест · c6 чёрный крест · d6 чёрный крест · f6 чёрный крест · g6 чёрный крест · c5 чёрный крест · d5 чёрный крест · f5 чёрный крест · g5 чёрный крест · e4 белый архиепископ · c3 чёрный крест · d3 чёрный крест · f3 чёрный крест · g3 чёрный крест · c2 чёрный крест · d2 чёрный крест · f2 чёрный крест · g2 чёрный крест · b1 чёрный крест · h1 чёрный крест | a8 чёрный крест · b7 чёрный крест · h7 чёрный крест · c6 чёрный крест · d6 чёрный крест · f6 чёрный крест · g6 чёрный крест · c5 чёрный крест · d5 чёрный крест · f5 чёрный крест · g5 чёрный крест · e4 белый архиепископ · c3 чёрный крест · d3 чёрный крест · f3 чёрный крест · g3 чёрный крест · c2 чёрный крест · d2 чёрный крест · f2 чёрный крест · g2 чёрный крест · b1 чёрный крест · h1 чёрный крест | a8 чёрный крест · b7 чёрный крест · h7 чёрный крест · c6 чёрный крест · d6 чёрный крест · f6 чёрный крест · g6 чёрный крест · c5 чёрный крест · d5 чёрный крест · f5 чёрный крест · g5 чёрный крест · e4 белый архиепископ · c3 чёрный крест · d3 чёрный крест · f3 чёрный крест · g3 чёрный крест · c2 чёрный крест · d2 чёрный крест · f2 чёрный крест · g2 чёрный крест · b1 чёрный крест · h1 чёрный крест | a8 чёрный крест · b7 чёрный крест · h7 чёрный крест · c6 чёрный крест · d6 чёрный крест · f6 чёрный крест · g6 чёрный крест · c5 чёрный крест · d5 чёрный крест · f5 чёрный крест · g5 чёрный крест · e4 белый архиепископ · c3 чёрный крест · d3 чёрный крест · f3 чёрный крест · g3 чёрный крест · c2 чёрный крест · d2 чёрный крест · f2 чёрный крест · g2 чёрный крест · b1 чёрный крест · h1 чёрный крест | a8 чёрный крест · b7 чёрный крест · h7 чёрный крест · c6 чёрный крест · d6 чёрный крест · f6 чёрный крест · g6 чёрный крест · c5 чёрный крест · d5 чёрный крест · f5 чёрный крест · g5 чёрный крест · e4 белый архиепископ · c3 чёрный крест · d3 чёрный крест · f3 чёрный крест · g3 чёрный крест · c2 чёрный крест · d2 чёрный крест · f2 чёрный крест · g2 чёрный крест · b1 чёрный крест · h1 чёрный крест | 3 |
| 2 | a8 чёрный крест · b7 чёрный крест · h7 чёрный крест · c6 чёрный крест · d6 чёрный крест · f6 чёрный крест · g6 чёрный крест · c5 чёрный крест · d5 чёрный крест · f5 чёрный крест · g5 чёрный крест · e4 белый архиепископ · c3 чёрный крест · d3 чёрный крест · f3 чёрный крест · g3 чёрный крест · c2 чёрный крест · d2 чёрный крест · f2 чёрный крест · g2 чёрный крест · b1 чёрный крест · h1 чёрный крест | a8 чёрный крест · b7 чёрный крест · h7 чёрный крест · c6 чёрный крест · d6 чёрный крест · f6 чёрный крест · g6 чёрный крест · c5 чёрный крест · d5 чёрный крест · f5 чёрный крест · g5 чёрный крест · e4 белый архиепископ · c3 чёрный крест · d3 чёрный крест · f3 чёрный крест · g3 чёрный крест · c2 чёрный крест · d2 чёрный крест · f2 чёрный крест · g2 чёрный крест · b1 чёрный крест · h1 чёрный крест | a8 чёрный крест · b7 чёрный крест · h7 чёрный крест · c6 чёрный крест · d6 чёрный крест · f6 чёрный крест · g6 чёрный крест · c5 чёрный крест · d5 чёрный крест · f5 чёрный крест · g5 чёрный крест · e4 белый архиепископ · c3 чёрный крест · d3 чёрный крест · f3 чёрный крест · g3 чёрный крест · c2 чёрный крест · d2 чёрный крест · f2 чёрный крест · g2 чёрный крест · b1 чёрный крест · h1 чёрный крест | a8 чёрный крест · b7 чёрный крест · h7 чёрный крест · c6 чёрный крест · d6 чёрный крест · f6 чёрный крест · g6 чёрный крест · c5 чёрный крест · d5 чёрный крест · f5 чёрный крест · g5 чёрный крест · e4 белый архиепископ · c3 чёрный крест · d3 чёрный крест · f3 чёрный крест · g3 чёрный крест · c2 чёрный крест · d2 чёрный крест · f2 чёрный крест · g2 чёрный крест · b1 чёрный крест · h1 чёрный крест | a8 чёрный крест · b7 чёрный крест · h7 чёрный крест · c6 чёрный крест · d6 чёрный крест · f6 чёрный крест · g6 чёрный крест · c5 чёрный крест · d5 чёрный крест · f5 чёрный крест · g5 чёрный крест · e4 белый архиепископ · c3 чёрный крест · d3 чёрный крест · f3 чёрный крест · g3 чёрный крест · c2 чёрный крест · d2 чёрный крест · f2 чёрный крест · g2 чёрный крест · b1 чёрный крест · h1 чёрный крест | a8 чёрный крест · b7 чёрный крест · h7 чёрный крест · c6 чёрный крест · d6 чёрный крест · f6 чёрный крест · g6 чёрный крест · c5 чёрный крест · d5 чёрный крест · f5 чёрный крест · g5 чёрный крест · e4 белый архиепископ · c3 чёрный крест · d3 чёрный крест · f3 чёрный крест · g3 чёрный крест · c2 чёрный крест · d2 чёрный крест · f2 чёрный крест · g2 чёрный крест · b1 чёрный крест · h1 чёрный крест | a8 чёрный крест · b7 чёрный крест · h7 чёрный крест · c6 чёрный крест · d6 чёрный крест · f6 чёрный крест · g6 чёрный крест · c5 чёрный крест · d5 чёрный крест · f5 чёрный крест · g5 чёрный крест · e4 белый архиепископ · c3 чёрный крест · d3 чёрный крест · f3 чёрный крест · g3 чёрный крест · c2 чёрный крест · d2 чёрный крест · f2 чёрный крест · g2 чёрный крест · b1 чёрный крест · h1 чёрный крест | a8 чёрный крест · b7 чёрный крест · h7 чёрный крест · c6 чёрный крест · d6 чёрный крест · f6 чёрный крест · g6 чёрный крест · c5 чёрный крест · d5 чёрный крест · f5 чёрный крест · g5 чёрный крест · e4 белый архиепископ · c3 чёрный крест · d3 чёрный крест · f3 чёрный крест · g3 чёрный крест · c2 чёрный крест · d2 чёрный крест · f2 чёрный крест · g2 чёрный крест · b1 чёрный крест · h1 чёрный крест | 2 |
| 1 | a8 чёрный крест · b7 чёрный крест · h7 чёрный крест · c6 чёрный крест · d6 чёрный крест · f6 чёрный крест · g6 чёрный крест · c5 чёрный крест · d5 чёрный крест · f5 чёрный крест · g5 чёрный крест · e4 белый архиепископ · c3 чёрный крест · d3 чёрный крест · f3 чёрный крест · g3 чёрный крест · c2 чёрный крест · d2 чёрный крест · f2 чёрный крест · g2 чёрный крест · b1 чёрный крест · h1 чёрный крест | a8 чёрный крест · b7 чёрный крест · h7 чёрный крест · c6 чёрный крест · d6 чёрный крест · f6 чёрный крест · g6 чёрный крест · c5 чёрный крест · d5 чёрный крест · f5 чёрный крест · g5 чёрный крест · e4 белый архиепископ · c3 чёрный крест · d3 чёрный крест · f3 чёрный крест · g3 чёрный крест · c2 чёрный крест · d2 чёрный крест · f2 чёрный крест · g2 чёрный крест · b1 чёрный крест · h1 чёрный крест | a8 чёрный крест · b7 чёрный крест · h7 чёрный крест · c6 чёрный крест · d6 чёрный крест · f6 чёрный крест · g6 чёрный крест · c5 чёрный крест · d5 чёрный крест · f5 чёрный крест · g5 чёрный крест · e4 белый архиепископ · c3 чёрный крест · d3 чёрный крест · f3 чёрный крест · g3 чёрный крест · c2 чёрный крест · d2 чёрный крест · f2 чёрный крест · g2 чёрный крест · b1 чёрный крест · h1 чёрный крест | a8 чёрный крест · b7 чёрный крест · h7 чёрный крест · c6 чёрный крест · d6 чёрный крест · f6 чёрный крест · g6 чёрный крест · c5 чёрный крест · d5 чёрный крест · f5 чёрный крест · g5 чёрный крест · e4 белый архиепископ · c3 чёрный крест · d3 чёрный крест · f3 чёрный крест · g3 чёрный крест · c2 чёрный крест · d2 чёрный крест · f2 чёрный крест · g2 чёрный крест · b1 чёрный крест · h1 чёрный крест | a8 чёрный крест · b7 чёрный крест · h7 чёрный крест · c6 чёрный крест · d6 чёрный крест · f6 чёрный крест · g6 чёрный крест · c5 чёрный крест · d5 чёрный крест · f5 чёрный крест · g5 чёрный крест · e4 белый архиепископ · c3 чёрный крест · d3 чёрный крест · f3 чёрный крест · g3 чёрный крест · c2 чёрный крест · d2 чёрный крест · f2 чёрный крест · g2 чёрный крест · b1 чёрный крест · h1 чёрный крест | a8 чёрный крест · b7 чёрный крест · h7 чёрный крест · c6 чёрный крест · d6 чёрный крест · f6 чёрный крест · g6 чёрный крест · c5 чёрный крест · d5 чёрный крест · f5 чёрный крест · g5 чёрный крест · e4 белый архиепископ · c3 чёрный крест · d3 чёрный крест · f3 чёрный крест · g3 чёрный крест · c2 чёрный крест · d2 чёрный крест · f2 чёрный крест · g2 чёрный крест · b1 чёрный крест · h1 чёрный крест | a8 чёрный крест · b7 чёрный крест · h7 чёрный крест · c6 чёрный крест · d6 чёрный крест · f6 чёрный крест · g6 чёрный крест · c5 чёрный крест · d5 чёрный крест · f5 чёрный крест · g5 чёрный крест · e4 белый архиепископ · c3 чёрный крест · d3 чёрный крест · f3 чёрный крест · g3 чёрный крест · c2 чёрный крест · d2 чёрный крест · f2 чёрный крест · g2 чёрный крест · b1 чёрный крест · h1 чёрный крест | a8 чёрный крест · b7 чёрный крест · h7 чёрный крест · c6 чёрный крест · d6 чёрный крест · f6 чёрный крест · g6 чёрный крест · c5 чёрный крест · d5 чёрный крест · f5 чёрный крест · g5 чёрный крест · e4 белый архиепископ · c3 чёрный крест · d3 чёрный крест · f3 чёрный крест · g3 чёрный крест · c2 чёрный крест · d2 чёрный крест · f2 чёрный крест · g2 чёрный крест · b1 чёрный крест · h1 чёрный крест | 1 |
|   | a | b | c | d | e | f | g | h |   |

|   | a | b | c | d | e | f | g | h |   |
| - | --- | --- | --- | --- | --- | --- | --- | --- | - |
| 8 | e8 чёрный крест · e7 чёрный крест · d6 чёрный крест · e6 чёрный крест · f6 чёрный крест · c5 чёрный крест · e5 чёрный крест · g5 чёрный крест · a4 чёрный крест · b4 чёрный крест · c4 чёрный крест · d4 чёрный крест · e4 белый канцлер · f4 чёрный крест · g4 чёрный крест · h4 чёрный крест · c3 чёрный крест · e3 чёрный крест · g3 чёрный крест · d2 чёрный крест · e2 чёрный крест · f2 чёрный крест · e1 чёрный крест | e8 чёрный крест · e7 чёрный крест · d6 чёрный крест · e6 чёрный крест · f6 чёрный крест · c5 чёрный крест · e5 чёрный крест · g5 чёрный крест · a4 чёрный крест · b4 чёрный крест · c4 чёрный крест · d4 чёрный крест · e4 белый канцлер · f4 чёрный крест · g4 чёрный крест · h4 чёрный крест · c3 чёрный крест · e3 чёрный крест · g3 чёрный крест · d2 чёрный крест · e2 чёрный крест · f2 чёрный крест · e1 чёрный крест | e8 чёрный крест · e7 чёрный крест · d6 чёрный крест · e6 чёрный крест · f6 чёрный крест · c5 чёрный крест · e5 чёрный крест · g5 чёрный крест · a4 чёрный крест · b4 чёрный крест · c4 чёрный крест · d4 чёрный крест · e4 белый канцлер · f4 чёрный крест · g4 чёрный крест · h4 чёрный крест · c3 чёрный крест · e3 чёрный крест · g3 чёрный крест · d2 чёрный крест · e2 чёрный крест · f2 чёрный крест · e1 чёрный крест | e8 чёрный крест · e7 чёрный крест · d6 чёрный крест · e6 чёрный крест · f6 чёрный крест · c5 чёрный крест · e5 чёрный крест · g5 чёрный крест · a4 чёрный крест · b4 чёрный крест · c4 чёрный крест · d4 чёрный крест · e4 белый канцлер · f4 чёрный крест · g4 чёрный крест · h4 чёрный крест · c3 чёрный крест · e3 чёрный крест · g3 чёрный крест · d2 чёрный крест · e2 чёрный крест · f2 чёрный крест · e1 чёрный крест | e8 чёрный крест · e7 чёрный крест · d6 чёрный крест · e6 чёрный крест · f6 чёрный крест · c5 чёрный крест · e5 чёрный крест · g5 чёрный крест · a4 чёрный крест · b4 чёрный крест · c4 чёрный крест · d4 чёрный крест · e4 белый канцлер · f4 чёрный крест · g4 чёрный крест · h4 чёрный крест · c3 чёрный крест · e3 чёрный крест · g3 чёрный крест · d2 чёрный крест · e2 чёрный крест · f2 чёрный крест · e1 чёрный крест | e8 чёрный крест · e7 чёрный крест · d6 чёрный крест · e6 чёрный крест · f6 чёрный крест · c5 чёрный крест · e5 чёрный крест · g5 чёрный крест · a4 чёрный крест · b4 чёрный крест · c4 чёрный крест · d4 чёрный крест · e4 белый канцлер · f4 чёрный крест · g4 чёрный крест · h4 чёрный крест · c3 чёрный крест · e3 чёрный крест · g3 чёрный крест · d2 чёрный крест · e2 чёрный крест · f2 чёрный крест · e1 чёрный крест | e8 чёрный крест · e7 чёрный крест · d6 чёрный крест · e6 чёрный крест · f6 чёрный крест · c5 чёрный крест · e5 чёрный крест · g5 чёрный крест · a4 чёрный крест · b4 чёрный крест · c4 чёрный крест · d4 чёрный крест · e4 белый канцлер · f4 чёрный крест · g4 чёрный крест · h4 чёрный крест · c3 чёрный крест · e3 чёрный крест · g3 чёрный крест · d2 чёрный крест · e2 чёрный крест · f2 чёрный крест · e1 чёрный крест | e8 чёрный крест · e7 чёрный крест · d6 чёрный крест · e6 чёрный крест · f6 чёрный крест · c5 чёрный крест · e5 чёрный крест · g5 чёрный крест · a4 чёрный крест · b4 чёрный крест · c4 чёрный крест · d4 чёрный крест · e4 белый канцлер · f4 чёрный крест · g4 чёрный крест · h4 чёрный крест · c3 чёрный крест · e3 чёрный крест · g3 чёрный крест · d2 чёрный крест · e2 чёрный крест · f2 чёрный крест · e1 чёрный крест | 8 |
| 7 | e8 чёрный крест · e7 чёрный крест · d6 чёрный крест · e6 чёрный крест · f6 чёрный крест · c5 чёрный крест · e5 чёрный крест · g5 чёрный крест · a4 чёрный крест · b4 чёрный крест · c4 чёрный крест · d4 чёрный крест · e4 белый канцлер · f4 чёрный крест · g4 чёрный крест · h4 чёрный крест · c3 чёрный крест · e3 чёрный крест · g3 чёрный крест · d2 чёрный крест · e2 чёрный крест · f2 чёрный крест · e1 чёрный крест | e8 чёрный крест · e7 чёрный крест · d6 чёрный крест · e6 чёрный крест · f6 чёрный крест · c5 чёрный крест · e5 чёрный крест · g5 чёрный крест · a4 чёрный крест · b4 чёрный крест · c4 чёрный крест · d4 чёрный крест · e4 белый канцлер · f4 чёрный крест · g4 чёрный крест · h4 чёрный крест · c3 чёрный крест · e3 чёрный крест · g3 чёрный крест · d2 чёрный крест · e2 чёрный крест · f2 чёрный крест · e1 чёрный крест | e8 чёрный крест · e7 чёрный крест · d6 чёрный крест · e6 чёрный крест · f6 чёрный крест · c5 чёрный крест · e5 чёрный крест · g5 чёрный крест · a4 чёрный крест · b4 чёрный крест · c4 чёрный крест · d4 чёрный крест · e4 белый канцлер · f4 чёрный крест · g4 чёрный крест · h4 чёрный крест · c3 чёрный крест · e3 чёрный крест · g3 чёрный крест · d2 чёрный крест · e2 чёрный крест · f2 чёрный крест · e1 чёрный крест | e8 чёрный крест · e7 чёрный крест · d6 чёрный крест · e6 чёрный крест · f6 чёрный крест · c5 чёрный крест · e5 чёрный крест · g5 чёрный крест · a4 чёрный крест · b4 чёрный крест · c4 чёрный крест · d4 чёрный крест · e4 белый канцлер · f4 чёрный крест · g4 чёрный крест · h4 чёрный крест · c3 чёрный крест · e3 чёрный крест · g3 чёрный крест · d2 чёрный крест · e2 чёрный крест · f2 чёрный крест · e1 чёрный крест | e8 чёрный крест · e7 чёрный крест · d6 чёрный крест · e6 чёрный крест · f6 чёрный крест · c5 чёрный крест · e5 чёрный крест · g5 чёрный крест · a4 чёрный крест · b4 чёрный крест · c4 чёрный крест · d4 чёрный крест · e4 белый канцлер · f4 чёрный крест · g4 чёрный крест · h4 чёрный крест · c3 чёрный крест · e3 чёрный крест · g3 чёрный крест · d2 чёрный крест · e2 чёрный крест · f2 чёрный крест · e1 чёрный крест | e8 чёрный крест · e7 чёрный крест · d6 чёрный крест · e6 чёрный крест · f6 чёрный крест · c5 чёрный крест · e5 чёрный крест · g5 чёрный крест · a4 чёрный крест · b4 чёрный крест · c4 чёрный крест · d4 чёрный крест · e4 белый канцлер · f4 чёрный крест · g4 чёрный крест · h4 чёрный крест · c3 чёрный крест · e3 чёрный крест · g3 чёрный крест · d2 чёрный крест · e2 чёрный крест · f2 чёрный крест · e1 чёрный крест | e8 чёрный крест · e7 чёрный крест · d6 чёрный крест · e6 чёрный крест · f6 чёрный крест · c5 чёрный крест · e5 чёрный крест · g5 чёрный крест · a4 чёрный крест · b4 чёрный крест · c4 чёрный крест · d4 чёрный крест · e4 белый канцлер · f4 чёрный крест · g4 чёрный крест · h4 чёрный крест · c3 чёрный крест · e3 чёрный крест · g3 чёрный крест · d2 чёрный крест · e2 чёрный крест · f2 чёрный крест · e1 чёрный крест | e8 чёрный крест · e7 чёрный крест · d6 чёрный крест · e6 чёрный крест · f6 чёрный крест · c5 чёрный крест · e5 чёрный крест · g5 чёрный крест · a4 чёрный крест · b4 чёрный крест · c4 чёрный крест · d4 чёрный крест · e4 белый канцлер · f4 чёрный крест · g4 чёрный крест · h4 чёрный крест · c3 чёрный крест · e3 чёрный крест · g3 чёрный крест · d2 чёрный крест · e2 чёрный крест · f2 чёрный крест · e1 чёрный крест | 7 |
| 6 | e8 чёрный крест · e7 чёрный крест · d6 чёрный крест · e6 чёрный крест · f6 чёрный крест · c5 чёрный крест · e5 чёрный крест · g5 чёрный крест · a4 чёрный крест · b4 чёрный крест · c4 чёрный крест · d4 чёрный крест · e4 белый канцлер · f4 чёрный крест · g4 чёрный крест · h4 чёрный крест · c3 чёрный крест · e3 чёрный крест · g3 чёрный крест · d2 чёрный крест · e2 чёрный крест · f2 чёрный крест · e1 чёрный крест | e8 чёрный крест · e7 чёрный крест · d6 чёрный крест · e6 чёрный крест · f6 чёрный крест · c5 чёрный крест · e5 чёрный крест · g5 чёрный крест · a4 чёрный крест · b4 чёрный крест · c4 чёрный крест · d4 чёрный крест · e4 белый канцлер · f4 чёрный крест · g4 чёрный крест · h4 чёрный крест · c3 чёрный крест · e3 чёрный крест · g3 чёрный крест · d2 чёрный крест · e2 чёрный крест · f2 чёрный крест · e1 чёрный крест | e8 чёрный крест · e7 чёрный крест · d6 чёрный крест · e6 чёрный крест · f6 чёрный крест · c5 чёрный крест · e5 чёрный крест · g5 чёрный крест · a4 чёрный крест · b4 чёрный крест · c4 чёрный крест · d4 чёрный крест · e4 белый канцлер · f4 чёрный крест · g4 чёрный крест · h4 чёрный крест · c3 чёрный крест · e3 чёрный крест · g3 чёрный крест · d2 чёрный крест · e2 чёрный крест · f2 чёрный крест · e1 чёрный крест | e8 чёрный крест · e7 чёрный крест · d6 чёрный крест · e6 чёрный крест · f6 чёрный крест · c5 чёрный крест · e5 чёрный крест · g5 чёрный крест · a4 чёрный крест · b4 чёрный крест · c4 чёрный крест · d4 чёрный крест · e4 белый канцлер · f4 чёрный крест · g4 чёрный крест · h4 чёрный крест · c3 чёрный крест · e3 чёрный крест · g3 чёрный крест · d2 чёрный крест · e2 чёрный крест · f2 чёрный крест · e1 чёрный крест | e8 чёрный крест · e7 чёрный крест · d6 чёрный крест · e6 чёрный крест · f6 чёрный крест · c5 чёрный крест · e5 чёрный крест · g5 чёрный крест · a4 чёрный крест · b4 чёрный крест · c4 чёрный крест · d4 чёрный крест · e4 белый канцлер · f4 чёрный крест · g4 чёрный крест · h4 чёрный крест · c3 чёрный крест · e3 чёрный крест · g3 чёрный крест · d2 чёрный крест · e2 чёрный крест · f2 чёрный крест · e1 чёрный крест | e8 чёрный крест · e7 чёрный крест · d6 чёрный крест · e6 чёрный крест · f6 чёрный крест · c5 чёрный крест · e5 чёрный крест · g5 чёрный крест · a4 чёрный крест · b4 чёрный крест · c4 чёрный крест · d4 чёрный крест · e4 белый канцлер · f4 чёрный крест · g4 чёрный крест · h4 чёрный крест · c3 чёрный крест · e3 чёрный крест · g3 чёрный крест · d2 чёрный крест · e2 чёрный крест · f2 чёрный крест · e1 чёрный крест | e8 чёрный крест · e7 чёрный крест · d6 чёрный крест · e6 чёрный крест · f6 чёрный крест · c5 чёрный крест · e5 чёрный крест · g5 чёрный крест · a4 чёрный крест · b4 чёрный крест · c4 чёрный крест · d4 чёрный крест · e4 белый канцлер · f4 чёрный крест · g4 чёрный крест · h4 чёрный крест · c3 чёрный крест · e3 чёрный крест · g3 чёрный крест · d2 чёрный крест · e2 чёрный крест · f2 чёрный крест · e1 чёрный крест | e8 чёрный крест · e7 чёрный крест · d6 чёрный крест · e6 чёрный крест · f6 чёрный крест · c5 чёрный крест · e5 чёрный крест · g5 чёрный крест · a4 чёрный крест · b4 чёрный крест · c4 чёрный крест · d4 чёрный крест · e4 белый канцлер · f4 чёрный крест · g4 чёрный крест · h4 чёрный крест · c3 чёрный крест · e3 чёрный крест · g3 чёрный крест · d2 чёрный крест · e2 чёрный крест · f2 чёрный крест · e1 чёрный крест | 6 |
| 5 | e8 чёрный крест · e7 чёрный крест · d6 чёрный крест · e6 чёрный крест · f6 чёрный крест · c5 чёрный крест · e5 чёрный крест · g5 чёрный крест · a4 чёрный крест · b4 чёрный крест · c4 чёрный крест · d4 чёрный крест · e4 белый канцлер · f4 чёрный крест · g4 чёрный крест · h4 чёрный крест · c3 чёрный крест · e3 чёрный крест · g3 чёрный крест · d2 чёрный крест · e2 чёрный крест · f2 чёрный крест · e1 чёрный крест | e8 чёрный крест · e7 чёрный крест · d6 чёрный крест · e6 чёрный крест · f6 чёрный крест · c5 чёрный крест · e5 чёрный крест · g5 чёрный крест · a4 чёрный крест · b4 чёрный крест · c4 чёрный крест · d4 чёрный крест · e4 белый канцлер · f4 чёрный крест · g4 чёрный крест · h4 чёрный крест · c3 чёрный крест · e3 чёрный крест · g3 чёрный крест · d2 чёрный крест · e2 чёрный крест · f2 чёрный крест · e1 чёрный крест | e8 чёрный крест · e7 чёрный крест · d6 чёрный крест · e6 чёрный крест · f6 чёрный крест · c5 чёрный крест · e5 чёрный крест · g5 чёрный крест · a4 чёрный крест · b4 чёрный крест · c4 чёрный крест · d4 чёрный крест · e4 белый канцлер · f4 чёрный крест · g4 чёрный крест · h4 чёрный крест · c3 чёрный крест · e3 чёрный крест · g3 чёрный крест · d2 чёрный крест · e2 чёрный крест · f2 чёрный крест · e1 чёрный крест | e8 чёрный крест · e7 чёрный крест · d6 чёрный крест · e6 чёрный крест · f6 чёрный крест · c5 чёрный крест · e5 чёрный крест · g5 чёрный крест · a4 чёрный крест · b4 чёрный крест · c4 чёрный крест · d4 чёрный крест · e4 белый канцлер · f4 чёрный крест · g4 чёрный крест · h4 чёрный крест · c3 чёрный крест · e3 чёрный крест · g3 чёрный крест · d2 чёрный крест · e2 чёрный крест · f2 чёрный крест · e1 чёрный крест | e8 чёрный крест · e7 чёрный крест · d6 чёрный крест · e6 чёрный крест · f6 чёрный крест · c5 чёрный крест · e5 чёрный крест · g5 чёрный крест · a4 чёрный крест · b4 чёрный крест · c4 чёрный крест · d4 чёрный крест · e4 белый канцлер · f4 чёрный крест · g4 чёрный крест · h4 чёрный крест · c3 чёрный крест · e3 чёрный крест · g3 чёрный крест · d2 чёрный крест · e2 чёрный крест · f2 чёрный крест · e1 чёрный крест | e8 чёрный крест · e7 чёрный крест · d6 чёрный крест · e6 чёрный крест · f6 чёрный крест · c5 чёрный крест · e5 чёрный крест · g5 чёрный крест · a4 чёрный крест · b4 чёрный крест · c4 чёрный крест · d4 чёрный крест · e4 белый канцлер · f4 чёрный крест · g4 чёрный крест · h4 чёрный крест · c3 чёрный крест · e3 чёрный крест · g3 чёрный крест · d2 чёрный крест · e2 чёрный крест · f2 чёрный крест · e1 чёрный крест | e8 чёрный крест · e7 чёрный крест · d6 чёрный крест · e6 чёрный крест · f6 чёрный крест · c5 чёрный крест · e5 чёрный крест · g5 чёрный крест · a4 чёрный крест · b4 чёрный крест · c4 чёрный крест · d4 чёрный крест · e4 белый канцлер · f4 чёрный крест · g4 чёрный крест · h4 чёрный крест · c3 чёрный крест · e3 чёрный крест · g3 чёрный крест · d2 чёрный крест · e2 чёрный крест · f2 чёрный крест · e1 чёрный крест | e8 чёрный крест · e7 чёрный крест · d6 чёрный крест · e6 чёрный крест · f6 чёрный крест · c5 чёрный крест · e5 чёрный крест · g5 чёрный крест · a4 чёрный крест · b4 чёрный крест · c4 чёрный крест · d4 чёрный крест · e4 белый канцлер · f4 чёрный крест · g4 чёрный крест · h4 чёрный крест · c3 чёрный крест · e3 чёрный крест · g3 чёрный крест · d2 чёрный крест · e2 чёрный крест · f2 чёрный крест · e1 чёрный крест | 5 |
| 4 | e8 чёрный крест · e7 чёрный крест · d6 чёрный крест · e6 чёрный крест · f6 чёрный крест · c5 чёрный крест · e5 чёрный крест · g5 чёрный крест · a4 чёрный крест · b4 чёрный крест · c4 чёрный крест · d4 чёрный крест · e4 белый канцлер · f4 чёрный крест · g4 чёрный крест · h4 чёрный крест · c3 чёрный крест · e3 чёрный крест · g3 чёрный крест · d2 чёрный крест · e2 чёрный крест · f2 чёрный крест · e1 чёрный крест | e8 чёрный крест · e7 чёрный крест · d6 чёрный крест · e6 чёрный крест · f6 чёрный крест · c5 чёрный крест · e5 чёрный крест · g5 чёрный крест · a4 чёрный крест · b4 чёрный крест · c4 чёрный крест · d4 чёрный крест · e4 белый канцлер · f4 чёрный крест · g4 чёрный крест · h4 чёрный крест · c3 чёрный крест · e3 чёрный крест · g3 чёрный крест · d2 чёрный крест · e2 чёрный крест · f2 чёрный крест · e1 чёрный крест | e8 чёрный крест · e7 чёрный крест · d6 чёрный крест · e6 чёрный крест · f6 чёрный крест · c5 чёрный крест · e5 чёрный крест · g5 чёрный крест · a4 чёрный крест · b4 чёрный крест · c4 чёрный крест · d4 чёрный крест · e4 белый канцлер · f4 чёрный крест · g4 чёрный крест · h4 чёрный крест · c3 чёрный крест · e3 чёрный крест · g3 чёрный крест · d2 чёрный крест · e2 чёрный крест · f2 чёрный крест · e1 чёрный крест | e8 чёрный крест · e7 чёрный крест · d6 чёрный крест · e6 чёрный крест · f6 чёрный крест · c5 чёрный крест · e5 чёрный крест · g5 чёрный крест · a4 чёрный крест · b4 чёрный крест · c4 чёрный крест · d4 чёрный крест · e4 белый канцлер · f4 чёрный крест · g4 чёрный крест · h4 чёрный крест · c3 чёрный крест · e3 чёрный крест · g3 чёрный крест · d2 чёрный крест · e2 чёрный крест · f2 чёрный крест · e1 чёрный крест | e8 чёрный крест · e7 чёрный крест · d6 чёрный крест · e6 чёрный крест · f6 чёрный крест · c5 чёрный крест · e5 чёрный крест · g5 чёрный крест · a4 чёрный крест · b4 чёрный крест · c4 чёрный крест · d4 чёрный крест · e4 белый канцлер · f4 чёрный крест · g4 чёрный крест · h4 чёрный крест · c3 чёрный крест · e3 чёрный крест · g3 чёрный крест · d2 чёрный крест · e2 чёрный крест · f2 чёрный крест · e1 чёрный крест | e8 чёрный крест · e7 чёрный крест · d6 чёрный крест · e6 чёрный крест · f6 чёрный крест · c5 чёрный крест · e5 чёрный крест · g5 чёрный крест · a4 чёрный крест · b4 чёрный крест · c4 чёрный крест · d4 чёрный крест · e4 белый канцлер · f4 чёрный крест · g4 чёрный крест · h4 чёрный крест · c3 чёрный крест · e3 чёрный крест · g3 чёрный крест · d2 чёрный крест · e2 чёрный крест · f2 чёрный крест · e1 чёрный крест | e8 чёрный крест · e7 чёрный крест · d6 чёрный крест · e6 чёрный крест · f6 чёрный крест · c5 чёрный крест · e5 чёрный крест · g5 чёрный крест · a4 чёрный крест · b4 чёрный крест · c4 чёрный крест · d4 чёрный крест · e4 белый канцлер · f4 чёрный крест · g4 чёрный крест · h4 чёрный крест · c3 чёрный крест · e3 чёрный крест · g3 чёрный крест · d2 чёрный крест · e2 чёрный крест · f2 чёрный крест · e1 чёрный крест | e8 чёрный крест · e7 чёрный крест · d6 чёрный крест · e6 чёрный крест · f6 чёрный крест · c5 чёрный крест · e5 чёрный крест · g5 чёрный крест · a4 чёрный крест · b4 чёрный крест · c4 чёрный крест · d4 чёрный крест · e4 белый канцлер · f4 чёрный крест · g4 чёрный крест · h4 чёрный крест · c3 чёрный крест · e3 чёрный крест · g3 чёрный крест · d2 чёрный крест · e2 чёрный крест · f2 чёрный крест · e1 чёрный крест | 4 |
| 3 | e8 чёрный крест · e7 чёрный крест · d6 чёрный крест · e6 чёрный крест · f6 чёрный крест · c5 чёрный крест · e5 чёрный крест · g5 чёрный крест · a4 чёрный крест · b4 чёрный крест · c4 чёрный крест · d4 чёрный крест · e4 белый канцлер · f4 чёрный крест · g4 чёрный крест · h4 чёрный крест · c3 чёрный крест · e3 чёрный крест · g3 чёрный крест · d2 чёрный крест · e2 чёрный крест · f2 чёрный крест · e1 чёрный крест | e8 чёрный крест · e7 чёрный крест · d6 чёрный крест · e6 чёрный крест · f6 чёрный крест · c5 чёрный крест · e5 чёрный крест · g5 чёрный крест · a4 чёрный крест · b4 чёрный крест · c4 чёрный крест · d4 чёрный крест · e4 белый канцлер · f4 чёрный крест · g4 чёрный крест · h4 чёрный крест · c3 чёрный крест · e3 чёрный крест · g3 чёрный крест · d2 чёрный крест · e2 чёрный крест · f2 чёрный крест · e1 чёрный крест | e8 чёрный крест · e7 чёрный крест · d6 чёрный крест · e6 чёрный крест · f6 чёрный крест · c5 чёрный крест · e5 чёрный крест · g5 чёрный крест · a4 чёрный крест · b4 чёрный крест · c4 чёрный крест · d4 чёрный крест · e4 белый канцлер · f4 чёрный крест · g4 чёрный крест · h4 чёрный крест · c3 чёрный крест · e3 чёрный крест · g3 чёрный крест · d2 чёрный крест · e2 чёрный крест · f2 чёрный крест · e1 чёрный крест | e8 чёрный крест · e7 чёрный крест · d6 чёрный крест · e6 чёрный крест · f6 чёрный крест · c5 чёрный крест · e5 чёрный крест · g5 чёрный крест · a4 чёрный крест · b4 чёрный крест · c4 чёрный крест · d4 чёрный крест · e4 белый канцлер · f4 чёрный крест · g4 чёрный крест · h4 чёрный крест · c3 чёрный крест · e3 чёрный крест · g3 чёрный крест · d2 чёрный крест · e2 чёрный крест · f2 чёрный крест · e1 чёрный крест | e8 чёрный крест · e7 чёрный крест · d6 чёрный крест · e6 чёрный крест · f6 чёрный крест · c5 чёрный крест · e5 чёрный крест · g5 чёрный крест · a4 чёрный крест · b4 чёрный крест · c4 чёрный крест · d4 чёрный крест · e4 белый канцлер · f4 чёрный крест · g4 чёрный крест · h4 чёрный крест · c3 чёрный крест · e3 чёрный крест · g3 чёрный крест · d2 чёрный крест · e2 чёрный крест · f2 чёрный крест · e1 чёрный крест | e8 чёрный крест · e7 чёрный крест · d6 чёрный крест · e6 чёрный крест · f6 чёрный крест · c5 чёрный крест · e5 чёрный крест · g5 чёрный крест · a4 чёрный крест · b4 чёрный крест · c4 чёрный крест · d4 чёрный крест · e4 белый канцлер · f4 чёрный крест · g4 чёрный крест · h4 чёрный крест · c3 чёрный крест · e3 чёрный крест · g3 чёрный крест · d2 чёрный крест · e2 чёрный крест · f2 чёрный крест · e1 чёрный крест | e8 чёрный крест · e7 чёрный крест · d6 чёрный крест · e6 чёрный крест · f6 чёрный крест · c5 чёрный крест · e5 чёрный крест · g5 чёрный крест · a4 чёрный крест · b4 чёрный крест · c4 чёрный крест · d4 чёрный крест · e4 белый канцлер · f4 чёрный крест · g4 чёрный крест · h4 чёрный крест · c3 чёрный крест · e3 чёрный крест · g3 чёрный крест · d2 чёрный крест · e2 чёрный крест · f2 чёрный крест · e1 чёрный крест | e8 чёрный крест · e7 чёрный крест · d6 чёрный крест · e6 чёрный крест · f6 чёрный крест · c5 чёрный крест · e5 чёрный крест · g5 чёрный крест · a4 чёрный крест · b4 чёрный крест · c4 чёрный крест · d4 чёрный крест · e4 белый канцлер · f4 чёрный крест · g4 чёрный крест · h4 чёрный крест · c3 чёрный крест · e3 чёрный крест · g3 чёрный крест · d2 чёрный крест · e2 чёрный крест · f2 чёрный крест · e1 чёрный крест | 3 |
| 2 | e8 чёрный крест · e7 чёрный крест · d6 чёрный крест · e6 чёрный крест · f6 чёрный крест · c5 чёрный крест · e5 чёрный крест · g5 чёрный крест · a4 чёрный крест · b4 чёрный крест · c4 чёрный крест · d4 чёрный крест · e4 белый канцлер · f4 чёрный крест · g4 чёрный крест · h4 чёрный крест · c3 чёрный крест · e3 чёрный крест · g3 чёрный крест · d2 чёрный крест · e2 чёрный крест · f2 чёрный крест · e1 чёрный крест | e8 чёрный крест · e7 чёрный крест · d6 чёрный крест · e6 чёрный крест · f6 чёрный крест · c5 чёрный крест · e5 чёрный крест · g5 чёрный крест · a4 чёрный крест · b4 чёрный крест · c4 чёрный крест · d4 чёрный крест · e4 белый канцлер · f4 чёрный крест · g4 чёрный крест · h4 чёрный крест · c3 чёрный крест · e3 чёрный крест · g3 чёрный крест · d2 чёрный крест · e2 чёрный крест · f2 чёрный крест · e1 чёрный крест | e8 чёрный крест · e7 чёрный крест · d6 чёрный крест · e6 чёрный крест · f6 чёрный крест · c5 чёрный крест · e5 чёрный крест · g5 чёрный крест · a4 чёрный крест · b4 чёрный крест · c4 чёрный крест · d4 чёрный крест · e4 белый канцлер · f4 чёрный крест · g4 чёрный крест · h4 чёрный крест · c3 чёрный крест · e3 чёрный крест · g3 чёрный крест · d2 чёрный крест · e2 чёрный крест · f2 чёрный крест · e1 чёрный крест | e8 чёрный крест · e7 чёрный крест · d6 чёрный крест · e6 чёрный крест · f6 чёрный крест · c5 чёрный крест · e5 чёрный крест · g5 чёрный крест · a4 чёрный крест · b4 чёрный крест · c4 чёрный крест · d4 чёрный крест · e4 белый канцлер · f4 чёрный крест · g4 чёрный крест · h4 чёрный крест · c3 чёрный крест · e3 чёрный крест · g3 чёрный крест · d2 чёрный крест · e2 чёрный крест · f2 чёрный крест · e1 чёрный крест | e8 чёрный крест · e7 чёрный крест · d6 чёрный крест · e6 чёрный крест · f6 чёрный крест · c5 чёрный крест · e5 чёрный крест · g5 чёрный крест · a4 чёрный крест · b4 чёрный крест · c4 чёрный крест · d4 чёрный крест · e4 белый канцлер · f4 чёрный крест · g4 чёрный крест · h4 чёрный крест · c3 чёрный крест · e3 чёрный крест · g3 чёрный крест · d2 чёрный крест · e2 чёрный крест · f2 чёрный крест · e1 чёрный крест | e8 чёрный крест · e7 чёрный крест · d6 чёрный крест · e6 чёрный крест · f6 чёрный крест · c5 чёрный крест · e5 чёрный крест · g5 чёрный крест · a4 чёрный крест · b4 чёрный крест · c4 чёрный крест · d4 чёрный крест · e4 белый канцлер · f4 чёрный крест · g4 чёрный крест · h4 чёрный крест · c3 чёрный крест · e3 чёрный крест · g3 чёрный крест · d2 чёрный крест · e2 чёрный крест · f2 чёрный крест · e1 чёрный крест | e8 чёрный крест · e7 чёрный крест · d6 чёрный крест · e6 чёрный крест · f6 чёрный крест · c5 чёрный крест · e5 чёрный крест · g5 чёрный крест · a4 чёрный крест · b4 чёрный крест · c4 чёрный крест · d4 чёрный крест · e4 белый канцлер · f4 чёрный крест · g4 чёрный крест · h4 чёрный крест · c3 чёрный крест · e3 чёрный крест · g3 чёрный крест · d2 чёрный крест · e2 чёрный крест · f2 чёрный крест · e1 чёрный крест | e8 чёрный крест · e7 чёрный крест · d6 чёрный крест · e6 чёрный крест · f6 чёрный крест · c5 чёрный крест · e5 чёрный крест · g5 чёрный крест · a4 чёрный крест · b4 чёрный крест · c4 чёрный крест · d4 чёрный крест · e4 белый канцлер · f4 чёрный крест · g4 чёрный крест · h4 чёрный крест · c3 чёрный крест · e3 чёрный крест · g3 чёрный крест · d2 чёрный крест · e2 чёрный крест · f2 чёрный крест · e1 чёрный крест | 2 |
| 1 | e8 чёрный крест · e7 чёрный крест · d6 чёрный крест · e6 чёрный крест · f6 чёрный крест · c5 чёрный крест · e5 чёрный крест · g5 чёрный крест · a4 чёрный крест · b4 чёрный крест · c4 чёрный крест · d4 чёрный крест · e4 белый канцлер · f4 чёрный крест · g4 чёрный крест · h4 чёрный крест · c3 чёрный крест · e3 чёрный крест · g3 чёрный крест · d2 чёрный крест · e2 чёрный крест · f2 чёрный крест · e1 чёрный крест | e8 чёрный крест · e7 чёрный крест · d6 чёрный крест · e6 чёрный крест · f6 чёрный крест · c5 чёрный крест · e5 чёрный крест · g5 чёрный крест · a4 чёрный крест · b4 чёрный крест · c4 чёрный крест · d4 чёрный крест · e4 белый канцлер · f4 чёрный крест · g4 чёрный крест · h4 чёрный крест · c3 чёрный крест · e3 чёрный крест · g3 чёрный крест · d2 чёрный крест · e2 чёрный крест · f2 чёрный крест · e1 чёрный крест | e8 чёрный крест · e7 чёрный крест · d6 чёрный крест · e6 чёрный крест · f6 чёрный крест · c5 чёрный крест · e5 чёрный крест · g5 чёрный крест · a4 чёрный крест · b4 чёрный крест · c4 чёрный крест · d4 чёрный крест · e4 белый канцлер · f4 чёрный крест · g4 чёрный крест · h4 чёрный крест · c3 чёрный крест · e3 чёрный крест · g3 чёрный крест · d2 чёрный крест · e2 чёрный крест · f2 чёрный крест · e1 чёрный крест | e8 чёрный крест · e7 чёрный крест · d6 чёрный крест · e6 чёрный крест · f6 чёрный крест · c5 чёрный крест · e5 чёрный крест · g5 чёрный крест · a4 чёрный крест · b4 чёрный крест · c4 чёрный крест · d4 чёрный крест · e4 белый канцлер · f4 чёрный крест · g4 чёрный крест · h4 чёрный крест · c3 чёрный крест · e3 чёрный крест · g3 чёрный крест · d2 чёрный крест · e2 чёрный крест · f2 чёрный крест · e1 чёрный крест | e8 чёрный крест · e7 чёрный крест · d6 чёрный крест · e6 чёрный крест · f6 чёрный крест · c5 чёрный крест · e5 чёрный крест · g5 чёрный крест · a4 чёрный крест · b4 чёрный крест · c4 чёрный крест · d4 чёрный крест · e4 белый канцлер · f4 чёрный крест · g4 чёрный крест · h4 чёрный крест · c3 чёрный крест · e3 чёрный крест · g3 чёрный крест · d2 чёрный крест · e2 чёрный крест · f2 чёрный крест · e1 чёрный крест | e8 чёрный крест · e7 чёрный крест · d6 чёрный крест · e6 чёрный крест · f6 чёрный крест · c5 чёрный крест · e5 чёрный крест · g5 чёрный крест · a4 чёрный крест · b4 чёрный крест · c4 чёрный крест · d4 чёрный крест · e4 белый канцлер · f4 чёрный крест · g4 чёрный крест · h4 чёрный крест · c3 чёрный крест · e3 чёрный крест · g3 чёрный крест · d2 чёрный крест · e2 чёрный крест · f2 чёрный крест · e1 чёрный крест | e8 чёрный крест · e7 чёрный крест · d6 чёрный крест · e6 чёрный крест · f6 чёрный крест · c5 чёрный крест · e5 чёрный крест · g5 чёрный крест · a4 чёрный крест · b4 чёрный крест · c4 чёрный крест · d4 чёрный крест · e4 белый канцлер · f4 чёрный крест · g4 чёрный крест · h4 чёрный крест · c3 чёрный крест · e3 чёрный крест · g3 чёрный крест · d2 чёрный крест · e2 чёрный крест · f2 чёрный крест · e1 чёрный крест | e8 чёрный крест · e7 чёрный крест · d6 чёрный крест · e6 чёрный крест · f6 чёрный крест · c5 чёрный крест · e5 чёрный крест · g5 чёрный крест · a4 чёрный крест · b4 чёрный крест · c4 чёрный крест · d4 чёрный крест · e4 белый канцлер · f4 чёрный крест · g4 чёрный крест · h4 чёрный крест · c3 чёрный крест · e3 чёрный крест · g3 чёрный крест · d2 чёрный крест · e2 чёрный крест · f2 чёрный крест · e1 чёрный крест | 1 |
|   | a | b | c | d | e | f | g | h |   |

Бетца включил розу в свою первоначальную настройку, потому что эта фигура особенно подходит для большой доски: она не может показать всю свою силу на досках меньше 13 × 13. Кроме того, его и без того большой ход по-прежнему не может охватывать всю доску, что способствует большому ощущению игры, а также способности гонщиков атаковать с большого расстояния.

## Процесс игры
Бетца описал свой выбор фигур как «очень простой и логичный выбор основных геометрических ходов, за исключением моего своеобразного настойчивого включения Розы в расстановку фигур. В основном это основные шахматные единицы, и любой, кто разрабатывает игру [16×16] с 32 фигурами, обязательно придумает что-то достаточно похожее, по крайней мере, если он хочет, чтобы это было похоже на шахматы, но немного менее тактично». Фактически, его первоначальный план состоял в том, чтобы включить WA вместе с дополнительным FD, но это оставляет пешки c и n незащищенными в начальной позиции. Его окончательная оценка заключалась в том, что игра была «скорее шахматной».
Бетца разделил фигуры на три класса: семь дальних фигур (ладьи, слоны, ферзь, архиепископ и канцлер), две средние фигуры (роза и суперконь) и шесть ближних фигур (кони, FD). и WFA). Он считает, что фигуры ближнего боя, хотя и самые слабые, имеют решающее значение, поскольку им требуется время, чтобы вступить в бой, но они очень важны для открытия определённых линий для атак.

### Пример начальной фазы игры
Следующий образец фрагмента игры был построен Бетца:
1.I8 I9
2. Qp9
Аналог 16×16 атаки своенравного ферзя (в ортодоксальных шахматах 1.e4 e5 2. Фh5). На такой большой доске этот дебютный ход становится гораздо звучнее, так как ферзя труднее атаковать, а из этого положения он давит в центр с дальней дистанции.
2…h10
3.j8 Оh11
Черные защищают свою пешку линии i; Белые снова атакуют её (их пешка j защищена канцлером на j1); Черные снова её защищают, перемещая свою розу с f16 через e14 и f12 на h11, где она защищает пешку на i9. Размен пешек был бы невыгоден и привел бы к потере темпа инициатором, но в какой-то момент канцлера белых надо развивать.
В настоящее время у белых нет непосредственных угроз. Атаки черных на пешку h ходом Bb4 (сначала отодвигая пешку d) или его розу ходом Bo4 (сначала отводя пешку m) легко парировать. Следовательно, она решает использовать для атаки фигуру ближнего действия, хотя это займет несколько ходов.
4. Ji4 Ай15
5. Jh6 Ak14
Атака белого ферзя.
6. Qp10 Ji13
7.p8! ?
Угрожая поднять королевскую ладью по линии «h» для борьбы за центр.
7. . . Аn11!?
Продолжая атаковать ферзя белых. Эту область можно было бы использовать и как передовую базу: поле n11 легко защитить розой или пешкой m, а естественным продолжением было бы 8. . . Qn10.
8. Ql6 Ak8
Белый ферзь отступает и снова атакует чёрную пешку i, но черные защищают пешку архиепископом, снова атакуя ферзя. Сам архиепископ, хотя и атакован суперконем белых, защищается розой черных.
9. Qo3
Если 9. Qk7, затем 9. . . Al9 может выиграть пешку.
9. . . Ql12
Угрожет 10. . . Аl6.